# Truppenübungsplatz Bergen
Koordinaten: 52° 48′ N, 9° 49′ O

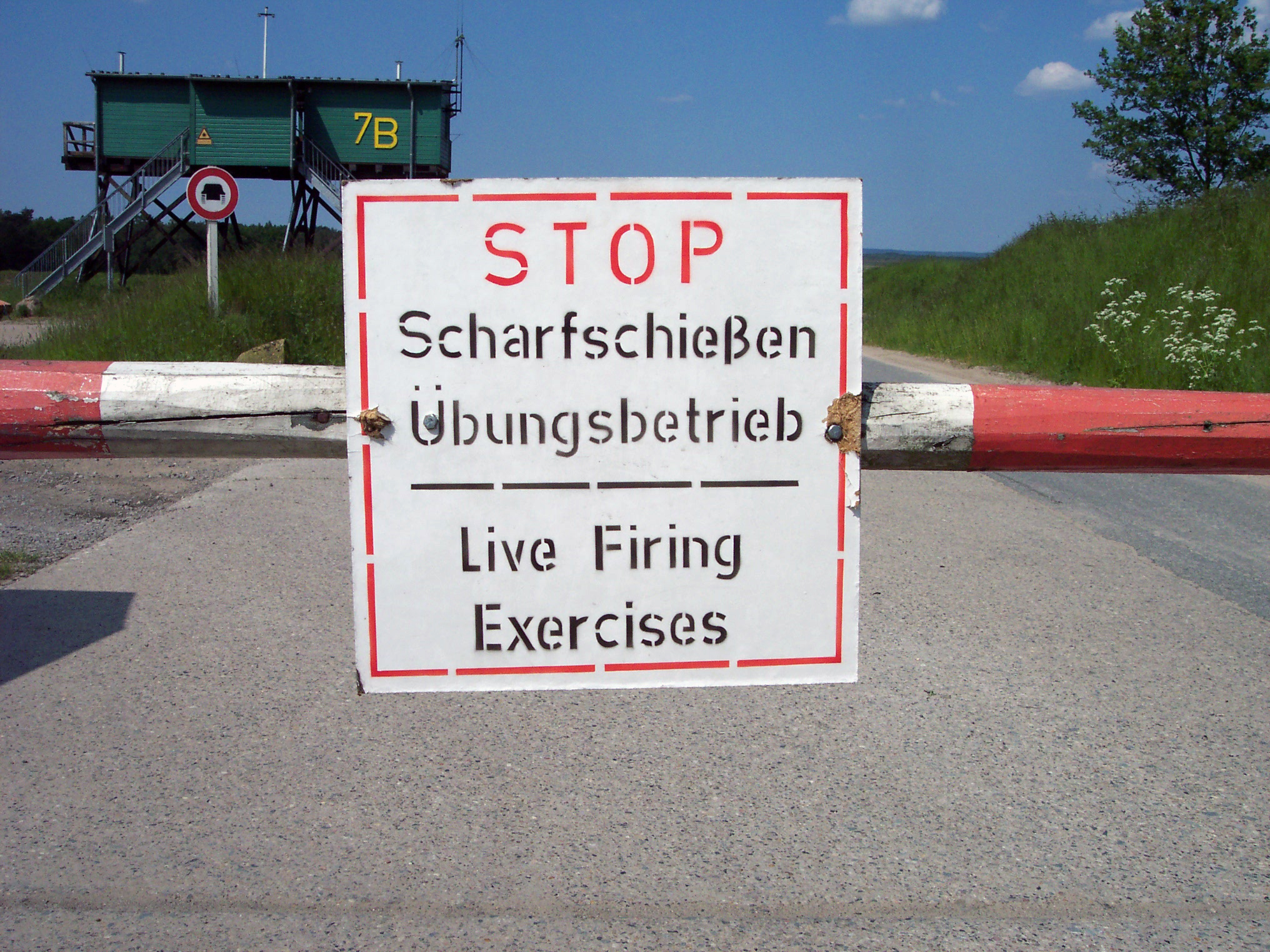
Einfahrt zu einer Schießbahn auf dem NATO-Truppenübungsplatz Bergen – wirklichkeitsnahe Gefechtsausbildung für die Streitkräfte der NATO

Der Truppenübungsplatz Bergen (TrÜbPl Bergen, auch NATO-Schießplatz Bergen-Hohne) im Südteil der Lüneburger Heide (Niedersachsen, Deutschland) ist mit einer Fläche von 24.900 ha bei einer Ausdehnung von 26 km in Nord-Süd-Richtung und 18 km in Ost-West-Richtung einer der größten Truppenübungsplätze in Europa. Der Übungsplatz ist dem Unterstützungskommando der Bundeswehr unterstellt und gehört zum „Bereich Truppenübungsplatzkommandantur NORD“.
Er wurde ab 1935 von der Wehrmacht westlich des namensgebenden Ortes Bergen eingerichtet. Nach dem Ende des Zweiten Weltkrieges lag er in der britischen Besatzungszone. Er wurde 1945 von den britischen Besatzungstruppen übernommen und während des kalten Krieges kontinuierlich erweitert. Seit den 1960er Jahren wird das Areal auch von der Bundeswehr genutzt. Auch andere Streitkräfte der NATO haben hier Übungen abgehalten, darunter Niederländische Streitkräfte und Kanadische Streitkräfte. 
Die Briten nutzten bis zu ihrem Abzug im September 2015 den größten Teil der Kasernen (Truppenlager) in Oerbke und Bergen.

## Geografie

### Lage
Der Truppenübungsplatz erstreckt sich beiderseits der Grenze zwischen dem Heidekreis und dem Landkreis Celle. Dieser Teil der Lüneburger Heide wird auch Heidmark genannt. Der nördlichste Bereich beginnt unmittelbar an der Abfahrt Soltau-Süd der Bundesautobahn A7. Von hier verläuft die östliche Platzgrenze bis Bergen zunächst nahe der Bundesstraße 3 und danach weiter an der Landesstraße L 298. Die westliche Grenze ist unmittelbar parallel zur Autobahn A 7, an Bad Fallingbostel vorbei bis südlich des Autobahndreiecks Walsrode (A7/A27). Der südlichste Bereich grenzt an den 3.500 ha großen Bundeswehrübungsplatz Ostenholzer Moor, der aber nicht mehr zu dem NATO-Truppenübungsplatz gehört. Kommunalrechtlich gehört der Truppenübungsplatz zu den gemeindefreien Bezirken Lohheide und Osterheide, die 1945 aus dem 1938 gegründeten Gutsbezirk Platz Bergen hervorgingen.
Der Platz liegt ungefähr 40 km nördlich von Hannover, etwa 60 km südöstlich von Bremen und rund 60 Kilometer südlich von Hamburg. Das Gelände ist stark wellig bis hügelig. Der höchste Punkt ist der Falkenberg mit 150 m über NHN, sein tiefster Punkt befindet sich mit 40 m über NHN im Süden des Platzes, an der Grenze zum Ostenholzer Moor. Auf dem Gelände wurde mit einer Entfernung von 6,3 km zum nächsten Gebäude die abgelegenste Stelle Deutschlands gemessen.

### Landschaftsbild
Der Truppenübungsplatz wird in Südwest-Nordost-Richtung durchzogen von einer der am stärksten reliefierten Moränenlandschaften der Lüneburger Heide. Die in der vorletzten Kaltzeit am Rand des Inlandeises gebildete Falkenberg-Endmoräne wird im Nordteil vom Waldgebiet Becklinger Holz eingenommen und weiter südlich, im Mittelteil des Truppenübungsplatzes, von Heidelandschaft. Neben den Hauptgipfeln Falkenberg (150 m ü. NN) und Hakenberg (143 m) gliedern zahlreiche Kuppen die Landschaft (Goldbockenberg (129 m), Staffelberg (126 m), Rehberg (125 m), Sinnberg (122 m), Hengstberg (121 m), Tutenberg (116 m), Galgenberg (110 m), Kahlberg (104 m), Kallenberg (103 m), Fuhrberg (102 m), Horstberg (98 m)). In den Niederungen am Nordwestfuß des Höhenzuges haben sich kleinere Feuchtgebiete entwickelt wie das Wittenmoor und der Grefel. Knapp außerhalb der Nordost-Grenze bei Becklingen liegt das Große Moor und im Süden das weiträumige Ostenholzer Moor. Bereits außerhalb des Sperrgebietes geht es über in das Bannetzer Moor mit den Meißendorfer Teichen. Abgesehen von den Panzerübungsflächen, den Schießbahnen und Teilen der Feuchtgebiete ist das Gelände großenteils bewaldet.
Im Nordwesten, außerhalb des Truppenübungsplatzes, durchfließt die Böhme den relativ engen Talabschnitt des Böhmeknies. Mehrere ihrer Nebenbäche entwässern den Nordwestteil des Platzes, die größten sind Forellenbach und Fischendorfer Bach. Die Böhme und die den Südosten und Süden des Übungsplatzes entwässernde Meiße sind rechte Nebenflüsse der Aller. Ungefähr im Zentrum des Platzes befinden sich die Sieben Steinhäuser, eine Gruppe von Großsteingräbern. Der Weg dorthin wird an bestimmten Tagen für die Öffentlichkeit freigegeben. Der Hohe Bach fließt direkt an diesen vorbei. In der Nähe liegt der kleine Meiersee, durch den der Meierbach in Richtung Südwesten fließt. Diese beiden Bäche entwässern den Mittel- und Südteil des Truppenübungsplatzes. Der Südostteil wird über den Liethbach (an dem das Schloss Bredebeck liegt) entwässert. Diese drei genannten Bäche sind Zuflüsse der Meiße. Direkt in die Aller mündet nördlich von Hodenhagen der südwestwärts gerichtete Fahrenholzer Bach, der unterhalb des engen Wolfsgrundes Krelinger Bach genannt wird. Entlang dieser Bäche gibt es zahlreiche künstlich angelegte Teiche.
2012 konnten auf dem Truppenübungsplatz erstmals zwei Wölfe gesichert nachgewiesen werden. Seit 2013 wurde ein Wolfs-Geschwisterpaar nachgewiesen, das regelmäßig Welpen zur Welt bringt.

Truppenübungsplatz Bergen
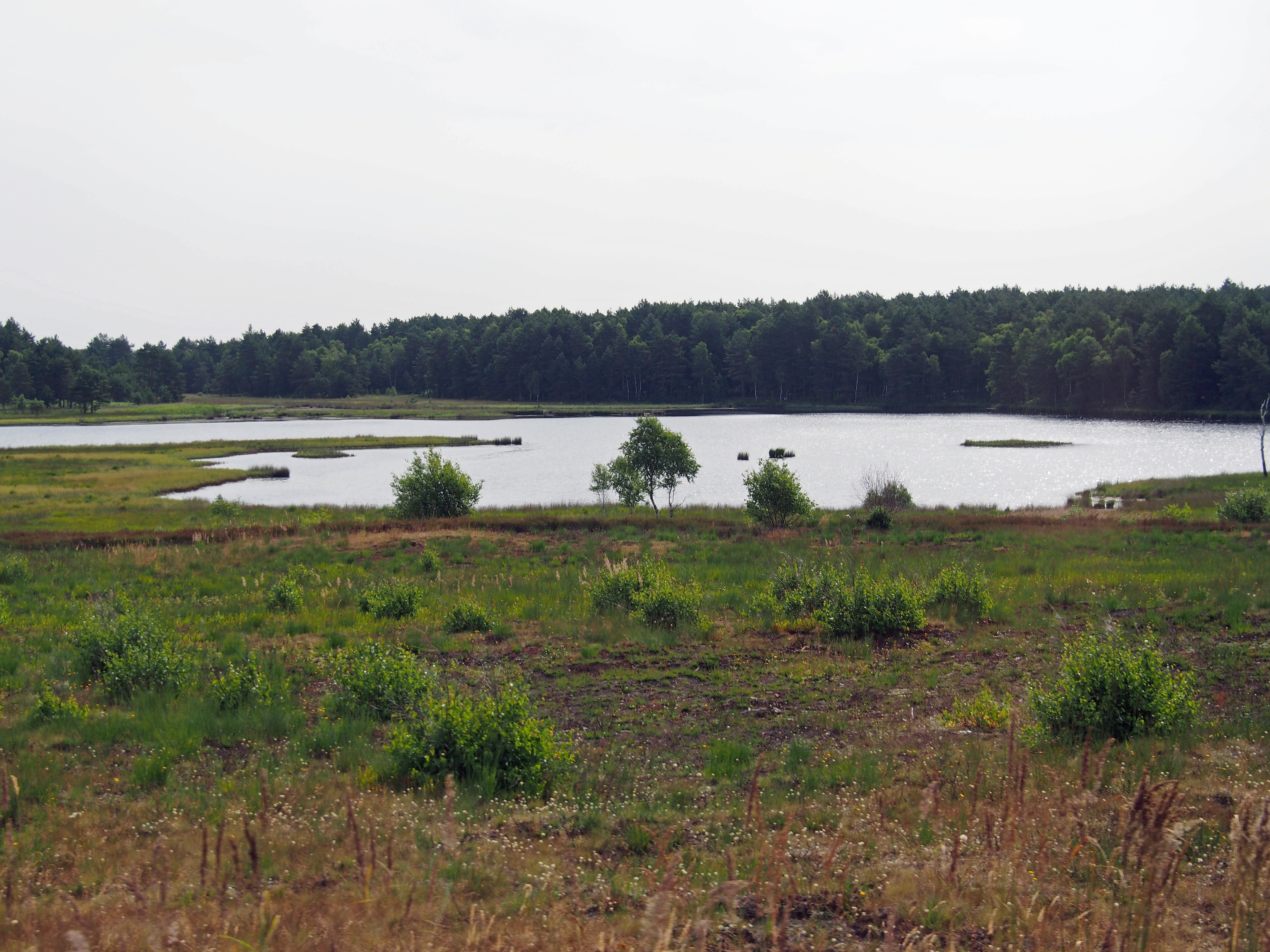
Der Meiersee auf dem Truppenübungsplatz
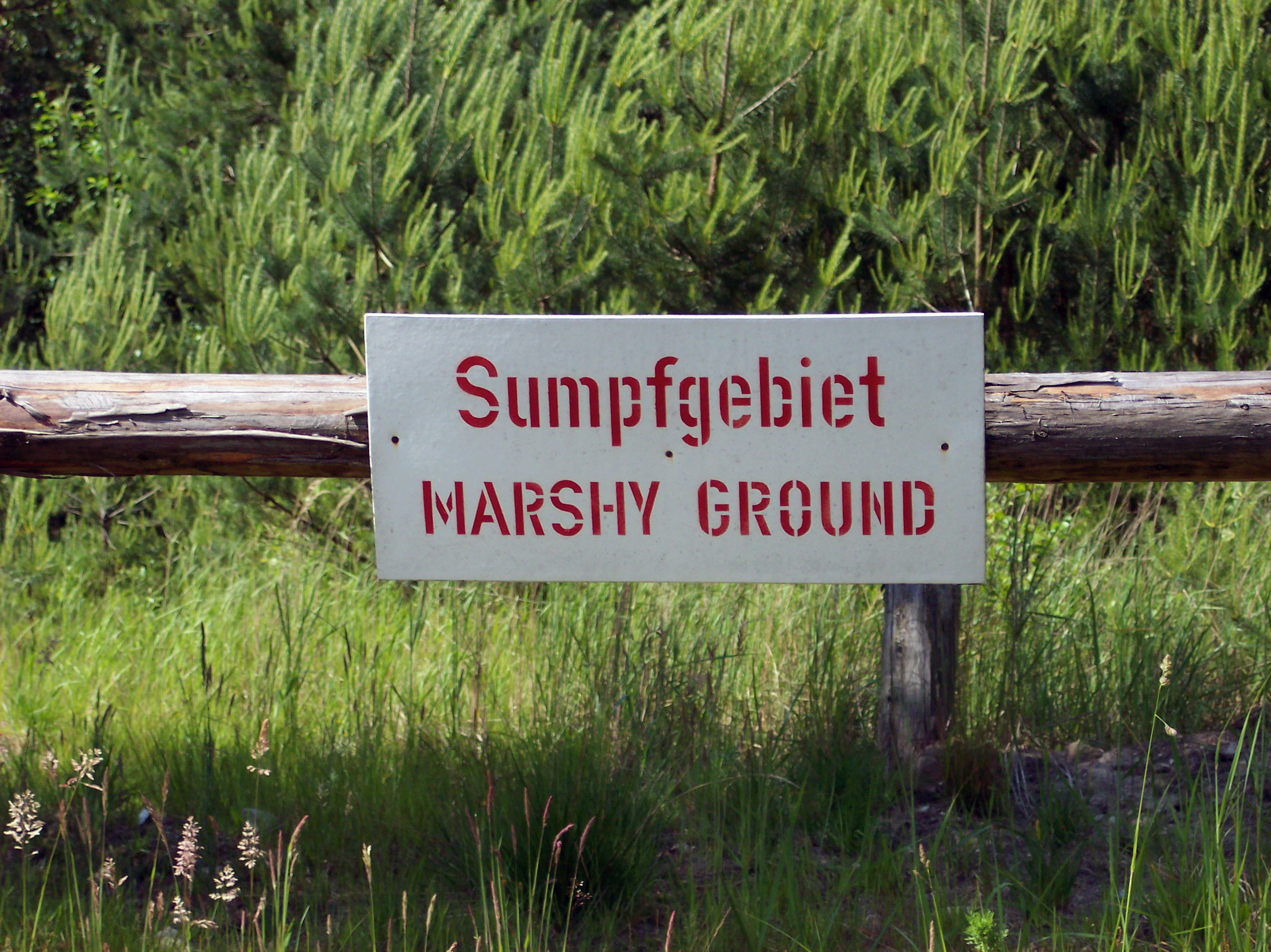
Sumpfige Naturlandschaft
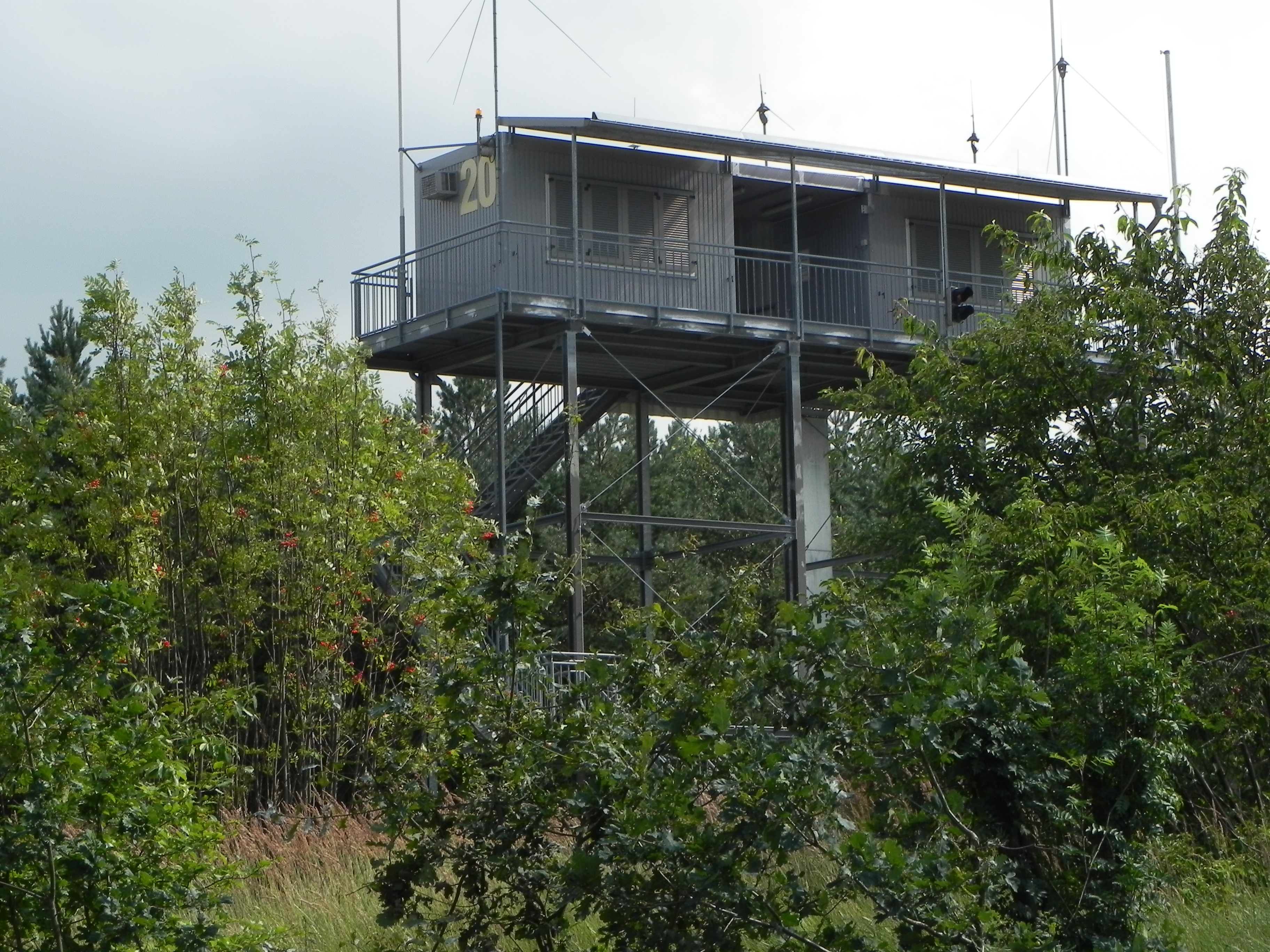
Kontrollturm Panzerschießbahn 20
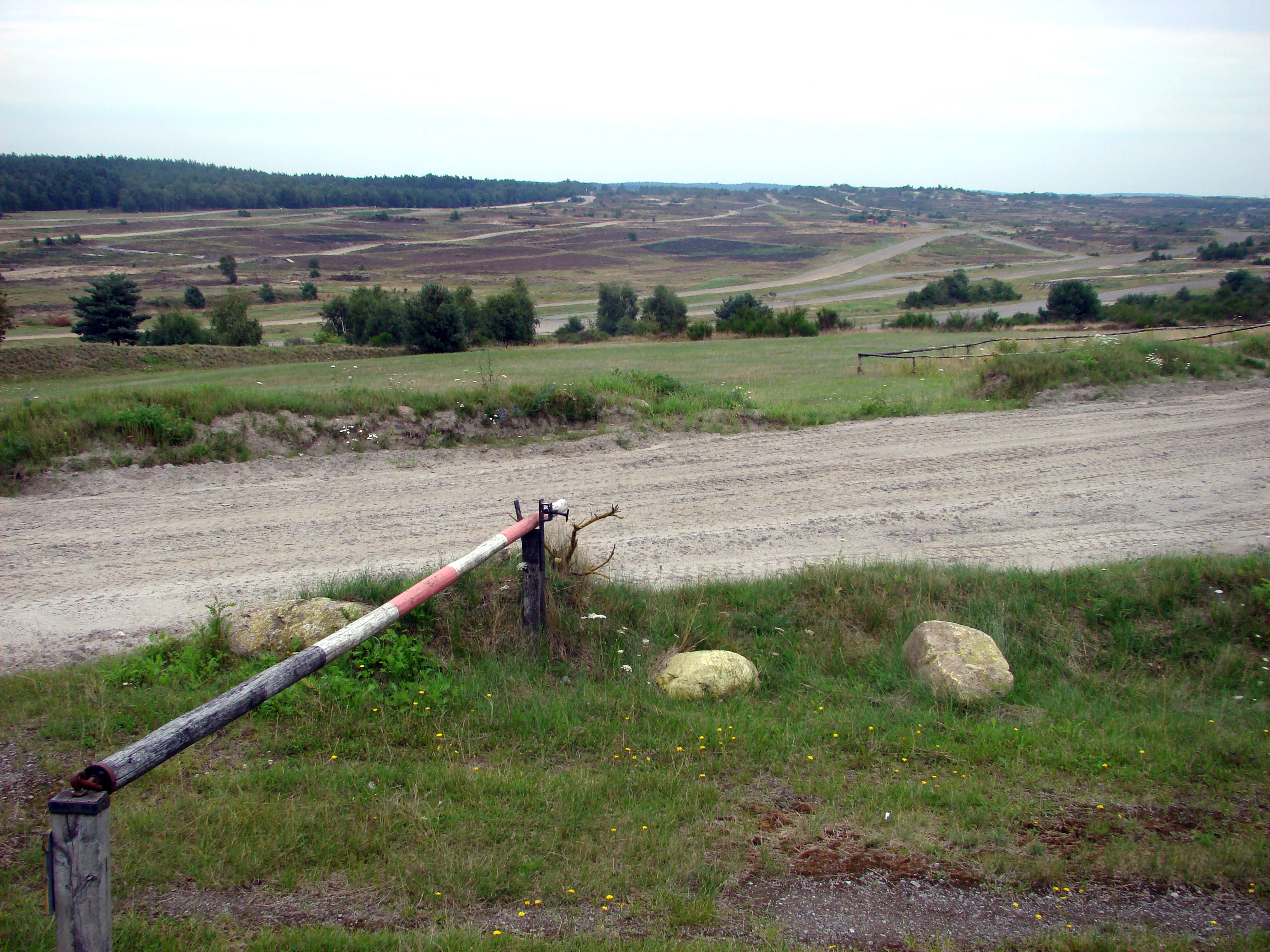
Gelände an der Schießbahn SB 9. Die kleinen schwarzen Brandflächen entstehen durch das Niedergehen von Leuchtspurmunition.
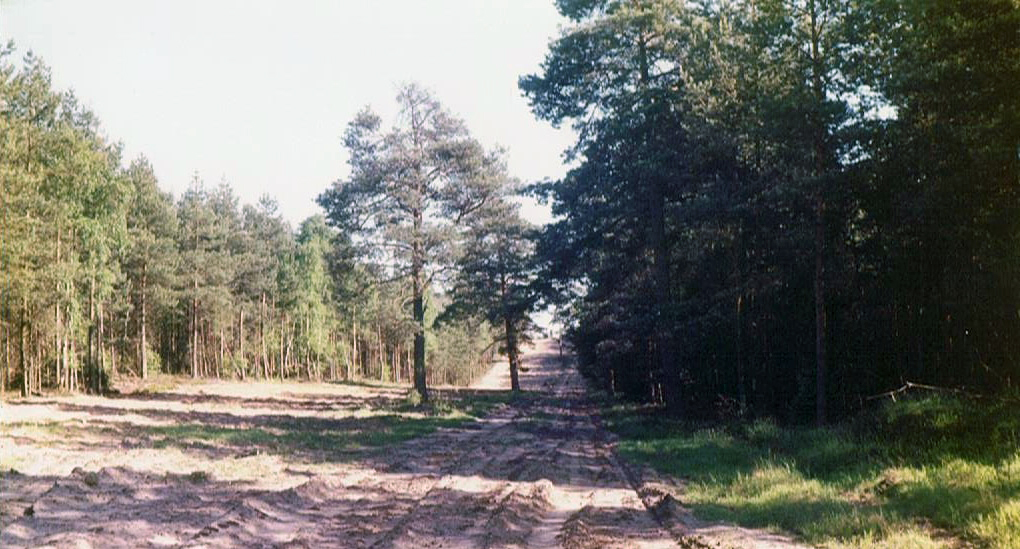
Feuerschutzstreifen sollen die Ausbreitung von Waldbränden verhindern, die aufgrund der Verwendung von Leuchtspurmunition entstehen können
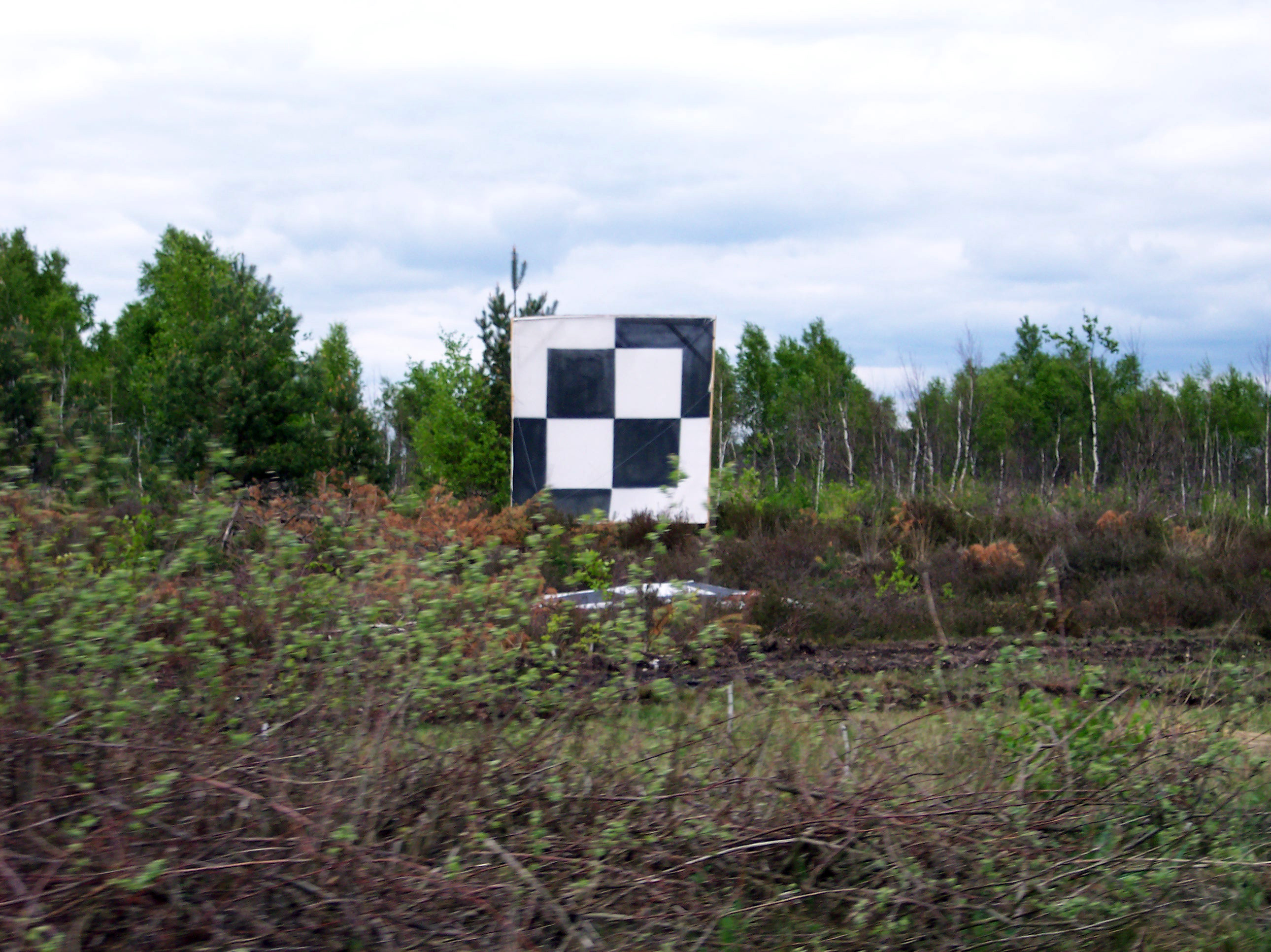
Justierscheibe für Kampfpanzer an der Schießbahn
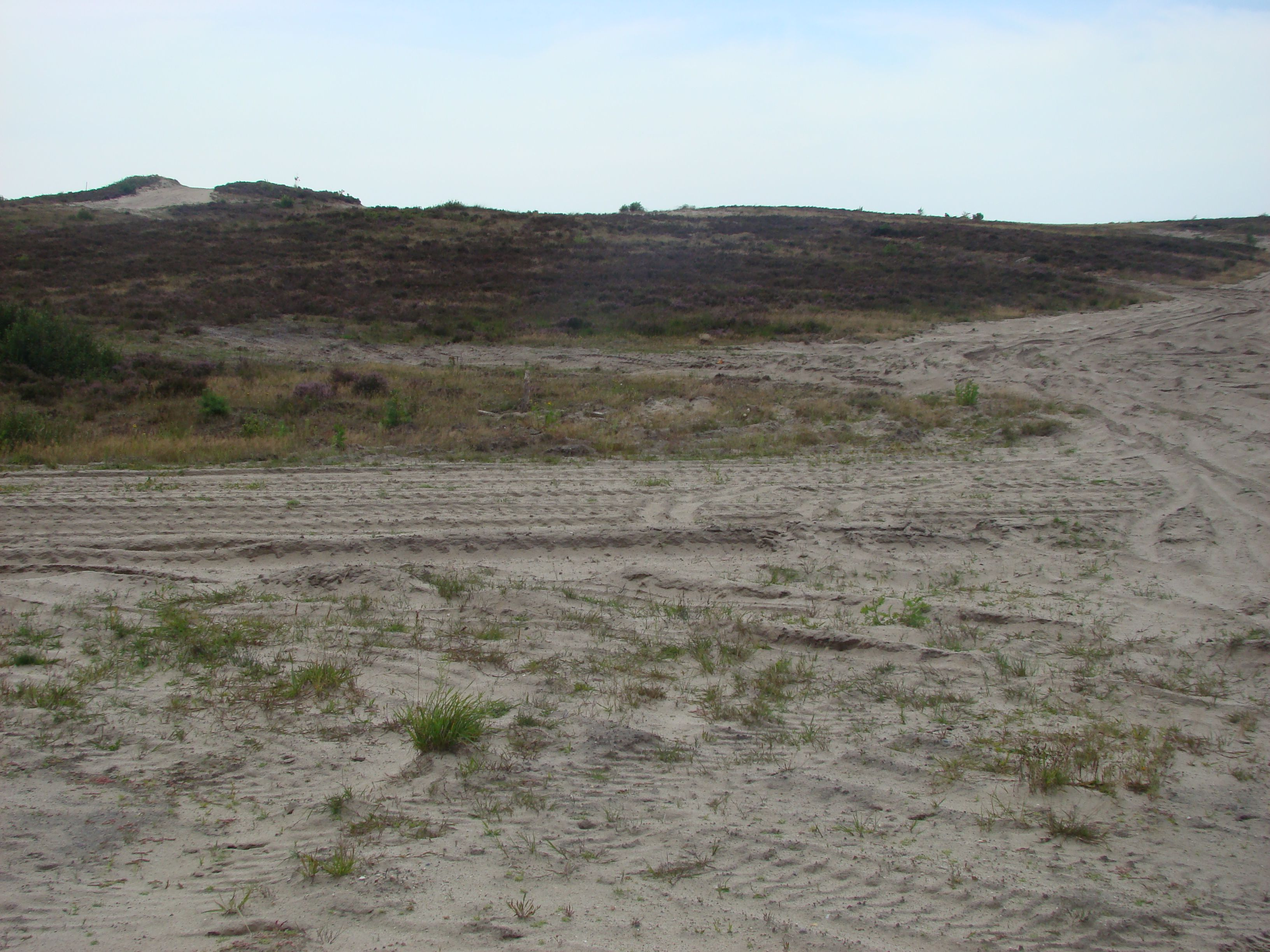
Übungsgelände mit Panzerspuren
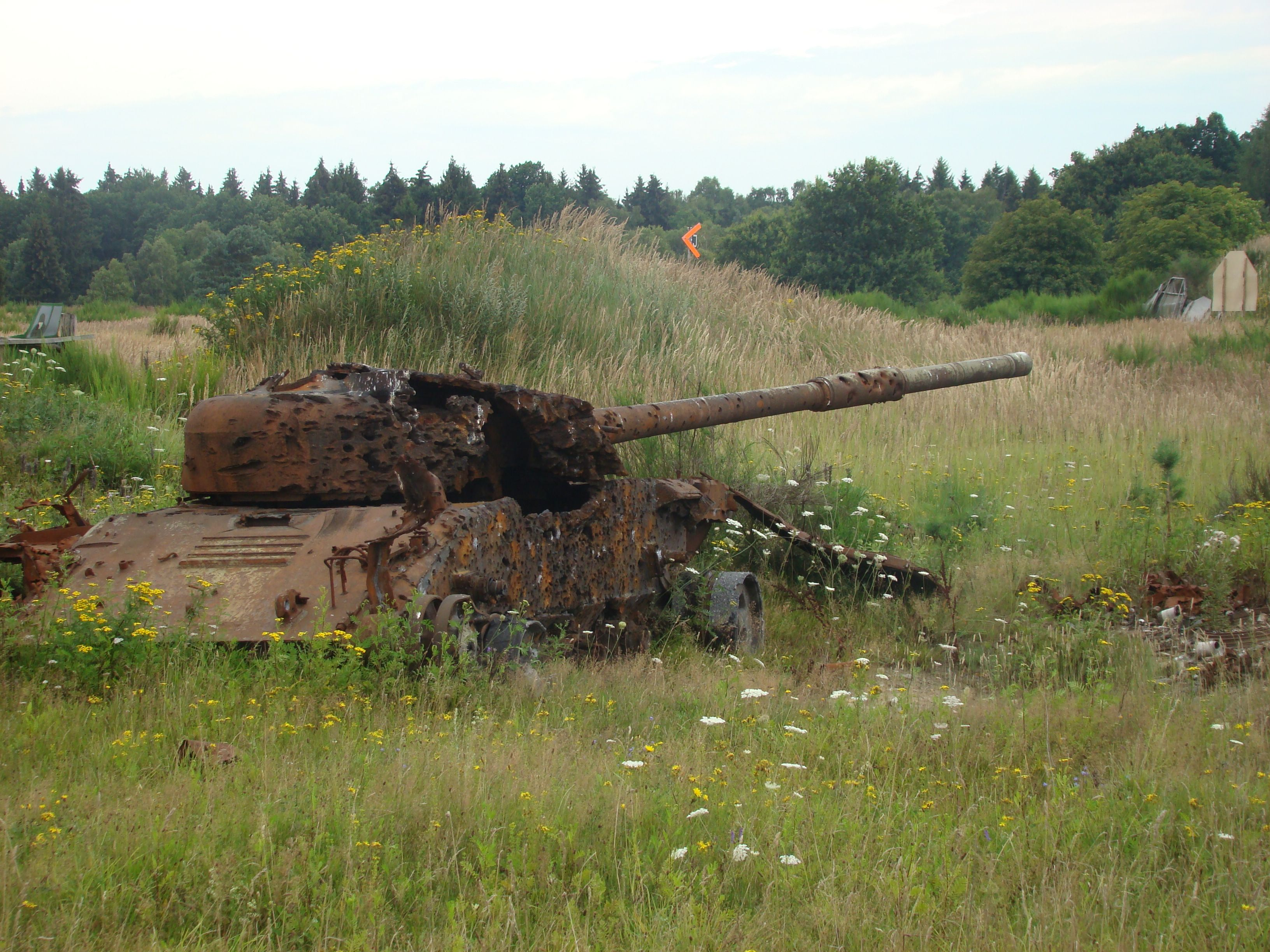
Panzer als Ziel für Schießübungen
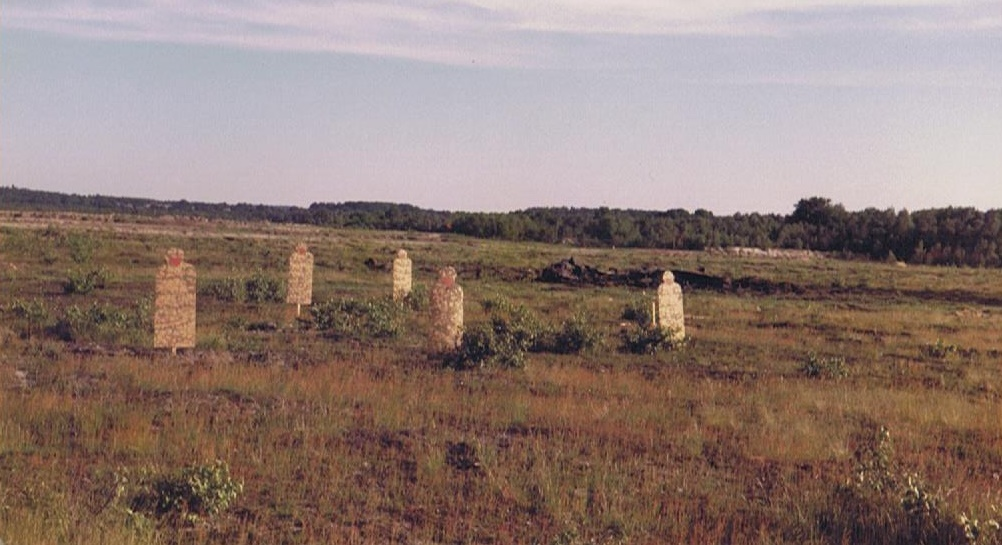
Pappkameraden als Zielscheiben

### Klima
Auf dem Truppenübungsplatz herrscht ein Seeklima mit relativ kühlen Sommern und relativ milden Wintern.

## Geschichte

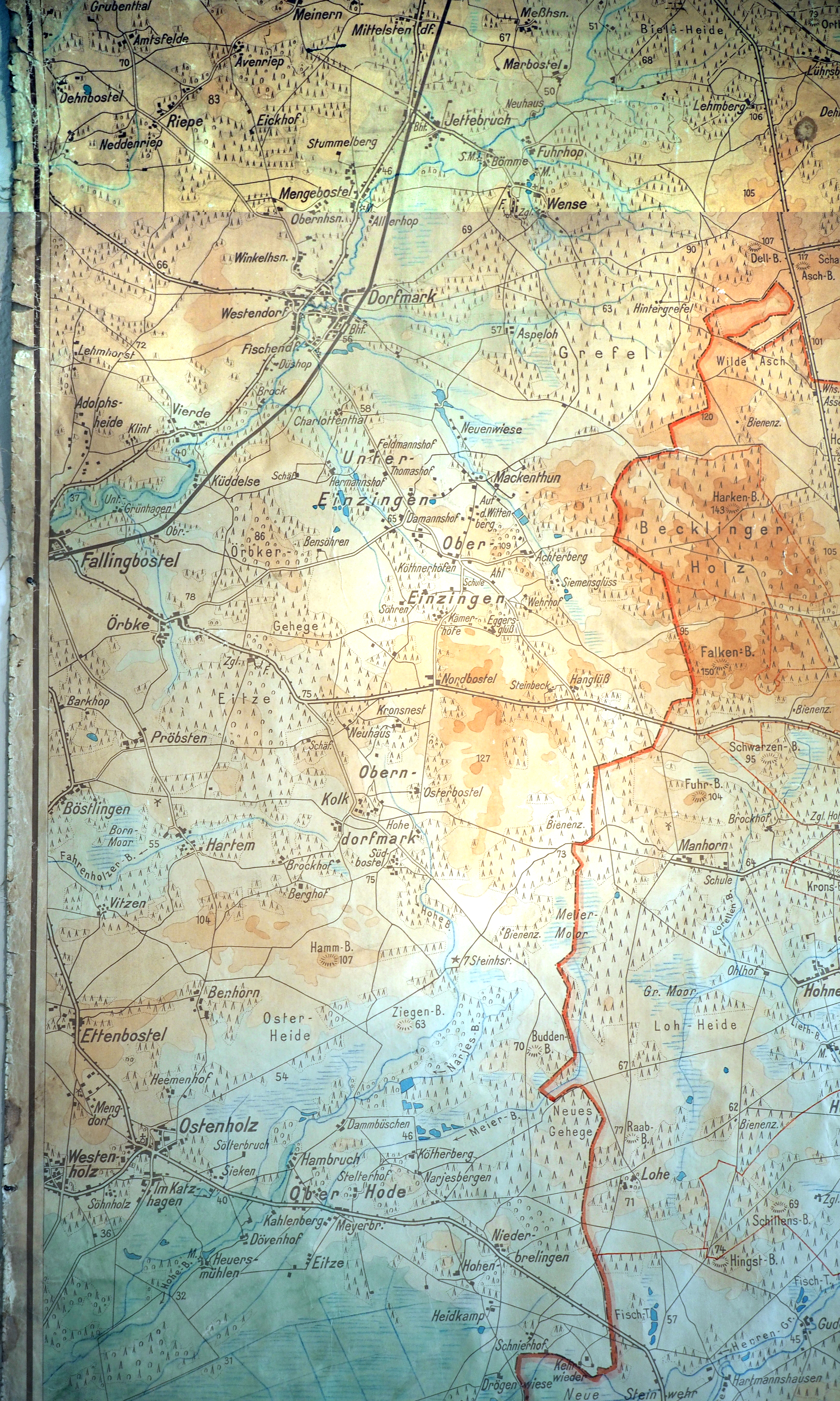
Historische Karte der Ostheidmark vor Umsiedlung der Ortschaften

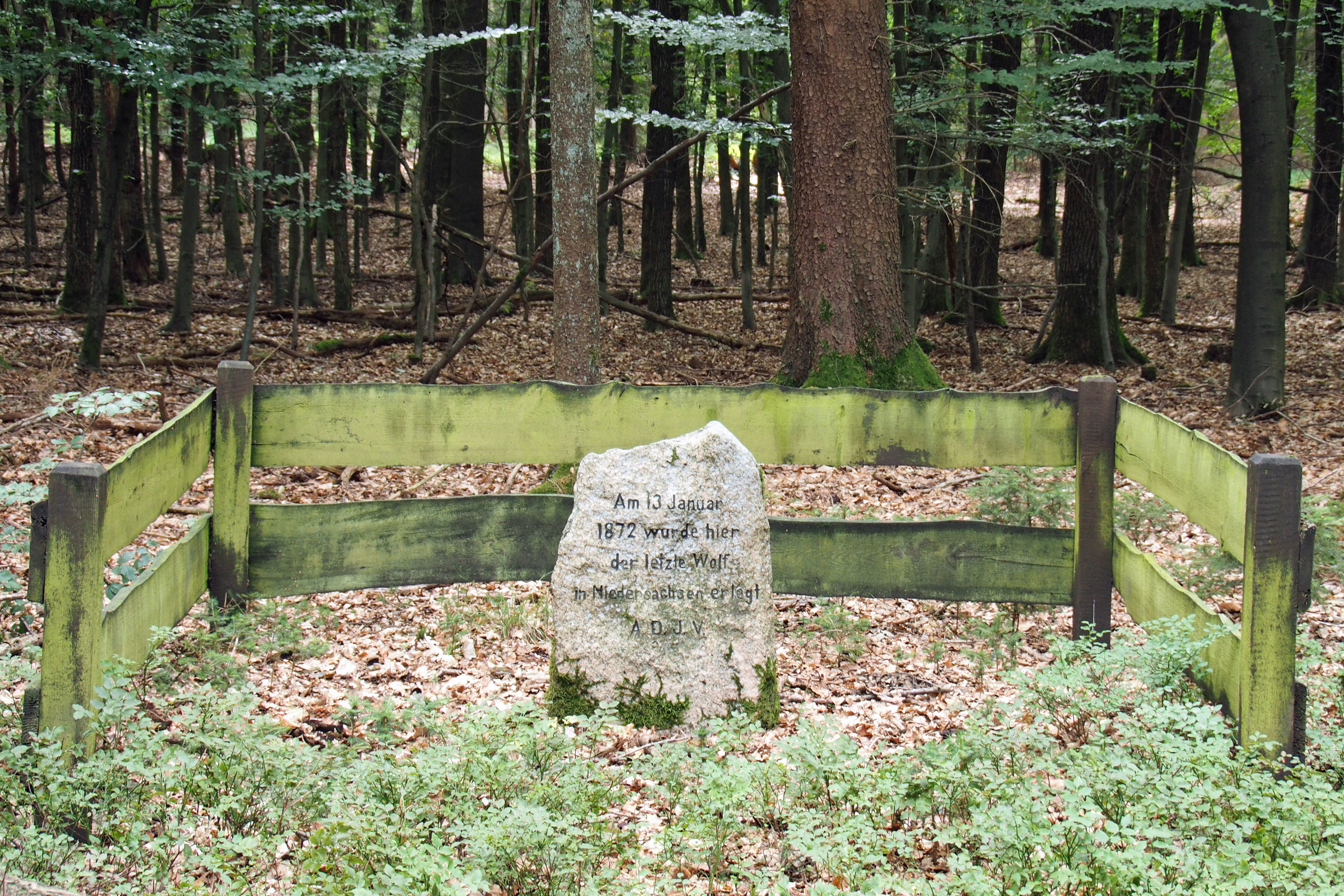
„Wolfsstein“ im Becklinger Holz

Bereits im 19. Jahrhundert nutzte die Hannoversche Armee hier zwei kleinere Exerzierplätze.
Östlich von Becklingen, in dem Forst „Becklinger Holz“, der heute auf dem Truppenübungsplatz liegt, wurde am 13. Januar 1872 der vorerst letzte Wolf in der Lüneburger Heide gesehen und geschossen. Schütze war der Förster zu Wardböhmen H. Grünewald, ehemaliger Leibjäger König Georgs V. von Hannover, des letzten Königs von Hannover. Zur Erinnerung daran wurde dort 1929 vom Allgemeinen Deutschen Jagdschutz-Verein, Bezirksverein Hannover, ein „Wolfsstein“ aufgestellt.

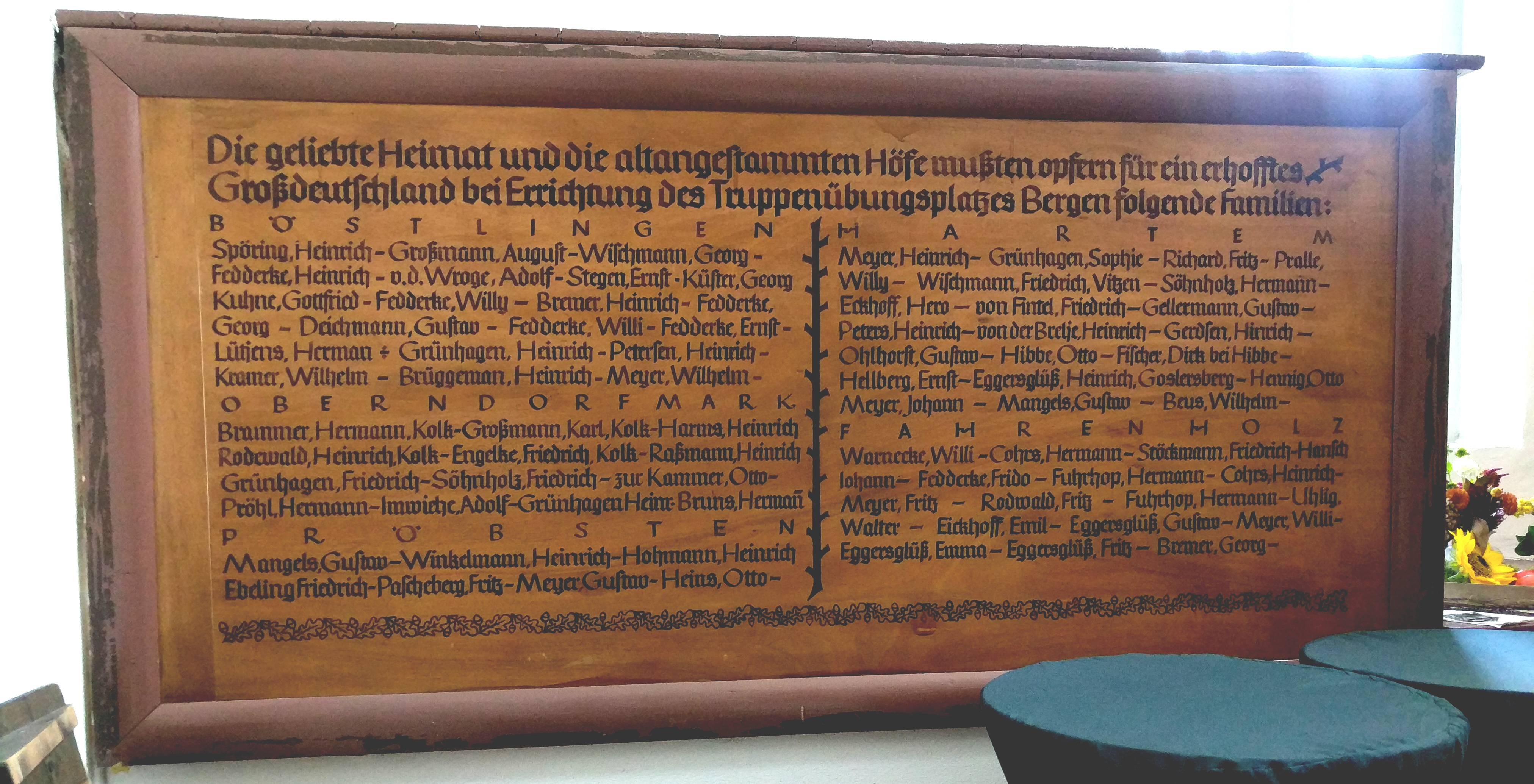
Tafel im Eingangsbereich der Düshorner Kirche mit den Namen der umgesiedelten Familien

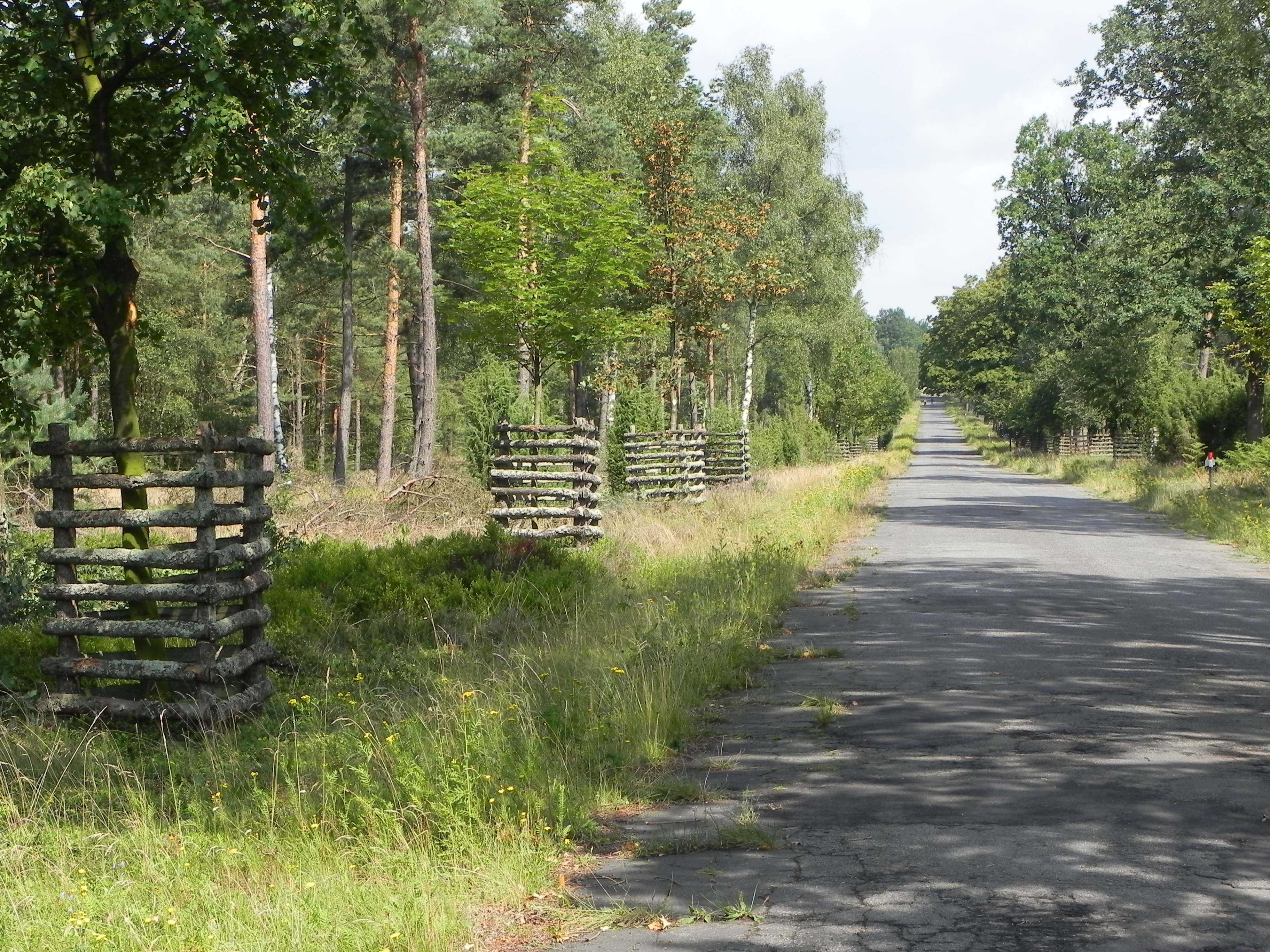
Abschnitt der ehemaligen Reichsstraße 3 auf dem Truppenübungsplatz Bergen

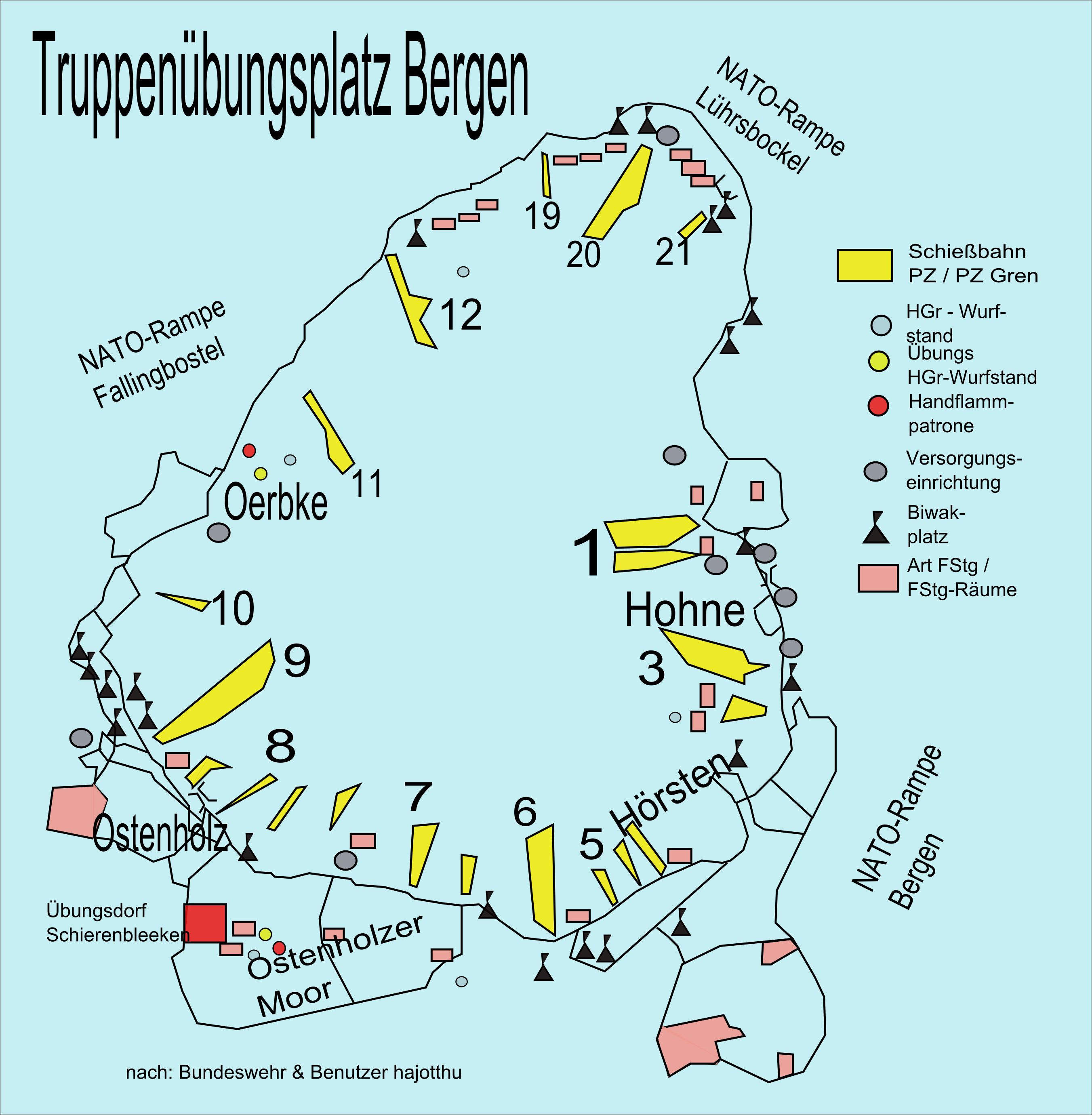
Truppenübungsplatz Bergen (heute)

Die ersten Planungen für den Truppenübungsplatz begannen im August 1934 im Zusammenhang mit der Aufrüstung der Wehrmacht. Wegen der dünnen Besiedlung und des abwechslungsreichen Landschaftsbildes wurde diese Gegend zur Schaffung des größten Übungsplatzes der Wehrmacht ausgewählt. Am 15. September 1934 erfuhren die ortsansässigen Bauern davon. Am 1. Oktober 1934 versammelte sich eine Gruppe von Bauern aus der betroffenen Gegend zur Beratung am Platz Sieben Steinhäuser. Eine Abordnung fuhr noch am gleichen Tag nach Goslar, um dem „Reichsbauernführer“ Bedenken vorzutragen. Am 18. März 1935 fuhren dann mehr als 80 Bauern nach Berlin, um Gewissheit über ihre Zukunft und die geplante Umsiedlung ihrer Höfe zu erlangen. Trotz des Widerstands der Bevölkerung mussten innerhalb weniger Jahre etwa 3.650 Einwohner aus 25 Gemeinden ihre Heimat verlassen. Unter anderem verschwanden die Orte Deil, Hörsten, Hoppenstedt, Hohne, Hohnerode, Manhorn, Lohe, Gudehausen, Ettenbostel, Oberndorfmark, Oberhode, Benhorn, Hartem, Fahrenholz, Böstlingen, Pröbsten, Kolk, Südbostel, Nordbostel, Obereinzingen, Untereinzingen, Achterberg, Wense und Teile von Oerbke, Ostenholz und Hasselhorst von der Landkarte.

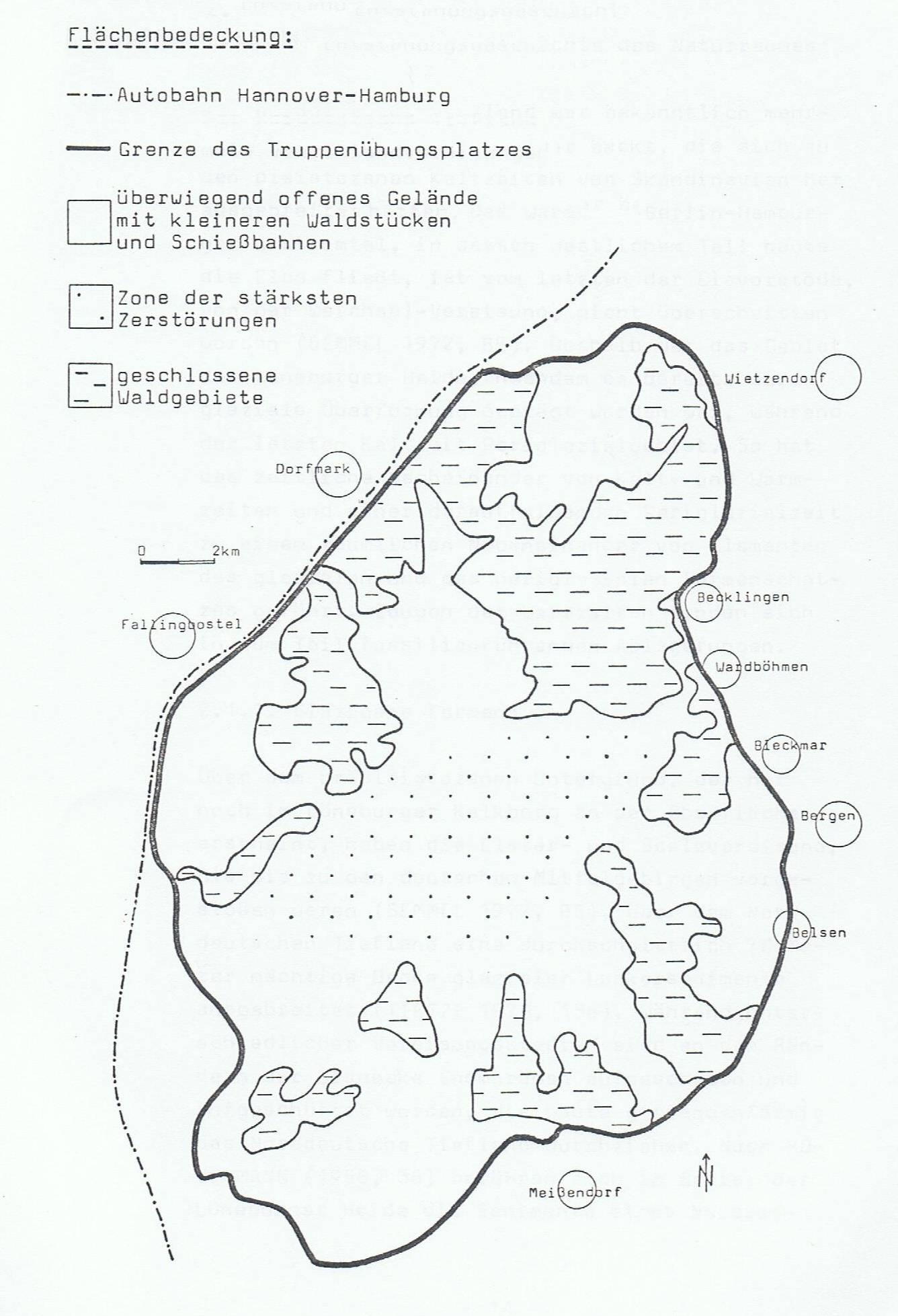
Flächenbedeckung im Truppenübungsplatz Bergen 1985

Nachdem das „Gesetzes über die Landbeschaffung für Zwecke der Wehrmacht“ vom 29. März 1935 in Kraft getreten war, ordnete das Reichskriegsministerium den Ankauf und Ausbau des Truppenübungsplatzes Bergen an. Mit dem Grunderwerb und der Ersatzlandbeschaffung wurde die Reichsumsiedlungsgesellschaft Berlin beauftragt. Sie legte am 28. Oktober 1935 einen Aufgabenplan vor. Auch die Geschichte der betroffenen Höfe und Dörfer sowie die archäologischen Denkmale, darunter die Sieben Steinhäuser, sollten erfasst und dokumentiert werden, um sie für die Nachwelt zu erhalten. Damit wurde der Landesarchäologe Hans Piesker aus Hermannsburg beauftragt. 108 Hügelgräber hat er von 1935 bis 1941 und erneut 1944 wissenschaftlich erforscht und inventarisiert.
Am Ostrand des Geländes, bei den Ortschaften Hohne und Belsen, seinerzeit „Ostlager“ genannt, entstanden rund 100 Kasernengebäude, 50 Pferdeställe und 40 Großgaragen, außerdem ein Lazarett, Depots und ein Scheibenhof, auf dem Zielscheiben für den Schießbetrieb hergestellt wurden. Im Süden dieser Kasernenanlagen befand sich eine Heeresmunitionsanlage für Infanteriemunition. Am 4. Mai 1936 bezogen die ersten Einheiten ihre Unterkünfte.
Am Westrand des Geländes, bei der Ortschaft Oerbke, seinerzeit „Westlager“ genannt, entstanden vom 1. April 1937 bis ins Jahr 1942 weitere Kasernen, Pferdeställe, Garagen und Depots.
Ab dem 1. August 1938 fanden auf der gesamten Fläche militärische Übungen statt.
Im Zuge der Errichtung des Truppenübungsplatzes musste der am äußersten Ostrand über den Übungsplatz verlaufende Teil der damaligen Reichsstraße 3, heute Bundesstraße 3, verlegt werden. Zwischen Wardböhmen und der Anschlussstelle Soltau-Süd der A 7 wurde 1936/37 parallel außerhalb des Platzes eine neue Streckenführung gebaut. 
Das Militär nutzte die alte Strecke zu Übungszwecken.

### Aufstellung von militärischen Verbänden im Zweiten Weltkrieg
Während des Zweiten Weltkriegs wurden auf dem Truppenübungsplatz auch neue Großverbände der Wehrmacht aufgestellt, zum Beispiel am  5. Oktober 1940 die 131. Infanterie-Division.

### Nach 1945
Am 15. April 1945, drei Wochen vor dem Ende des Zweiten Weltkrieges besetzten britische Streitkräfte den Truppenübungsplatz. 
Sie nutzten zunächst nur den Ostteil des Platzes als „Royal Armoured Corps Training Centre“.
Nach Kriegsende wurden über 10 Millionen Deutsche aus den Ostgebieten des Deutschen Reiches sowie aus Ostmittel-, Ost- und Südosteuropa vertrieben. 
1945 bis 1947 kamen etwa 1,5 Millionen dieser Heimatvertriebenen in die britische Besatzungszone. 
Die britische Militärregierung entschloss sich, in den Randbezirken der Gutsbezirke Lohheide und Osterheide leerstehende Höfe, Häuser und Barackenlager für die Flüchtlinge zur Wiederbesiedlung freizugeben. Rund 6.000 Menschen bewarben sich. Auf 145 Siedler- und Nebenerwerbssiedlerstellen konnten Landwirte sich hier eine neue Existenz aufbauen, darunter auch einige der ehemaligen Platzbewohner. Auch in dem früheren Erholungsheim Achterberg kamen viele Flüchtlinge unter. Man hoffte damals, der Truppenübungsplatz würde nach dem Krieg seine Funktion verlieren, was sich aber nicht bewahrheitete.
Selbst in den Baracken des ehemaligen KZ Bergen-Belsen, die von den Briten im Mai 1945 nicht sofort niedergebrannt worden waren, brachte man Flüchtlinge unter; man nannte diese Barackensiedlung „Neu-Hohne“. Etwa 500 Flüchtlinge zogen in die ehemaligen Wehrmachtbaracken in Gudehausen (zwei Kilometer südwestlich von Bergen-Belsen) zogen ein, darunter viele Schwarzmeerdeutsche. Diese beiden Wohnlager wurden Anfang der 1950er Jahre abgerissen.
Das Übungsgelände wurde von den Briten mehrmals vergrößert.
Einige der neu besiedelten Gebiete, wie zum Beispiel Oerbke-Ost, mussten wegen militärischen Bedarfs der britischen Armee bereits im Herbst 1953 wieder geräumt werden. Nach Erweiterung der Schießbahnen im Nordteil des Truppenübungsplatzes musste Achterberg 1954 aufgegeben werden. Spätestens 1961 liefen auch die anderen letzten Pachtverträge aus, und die Bewohner – unter anderem – der Orte Oberhode und Ostenholzer Moor mussten ihre Betriebe und Wohnungen verlassen.
Während des Kalten Krieges wurde der Platz vor allem wegen der starken Truppenkonzentration in der für die NATO strategisch bedeutenden Norddeutschen Tiefebene intensiv genutzt.
Es gab zeitweise auch Überlegungen, die Truppenübungsplätze Munster und Bergen zusammenzulegen.
Die 1955 gegründete Bundeswehr durfte das Übungsgelände ab 1957 wieder nutzen. Sie unterhielt dort bei der britischen Kommandantur ein Verbindungskommando. Am 1. April 1958 übergab die British Army den Truppenübungsplatz an die Bundeswehr. 
Die Basis wurde zum größten Truppenübungsplatz Europas und war eines der Ausbildungszentren für NATO-Bodentruppen in der Bundesrepublik Deutschland. Im Südwesten besteht das Lager Ostenholz, das auch einen Autobahnanschluss in direkter Nähe hat. Dieses Lager wird nur für übende Truppen bereitgehalten, hat aber feste Unterkünfte sowie massive Gebäude der Standortverwaltung und der Heimgesellschaften.
Nach dem Ende des Kalten Krieges wurde die Anzahl der Soldaten deutlich reduziert. Die Anlage hat noch immer eine große Bedeutung. Das Areal wird von der Bundeswehr und von NATO-Truppen genutzt. Die bis zum September 2015 hier stationierte British Army ist vollständig abgezogen. Am 17. März 2016 wurde die niederländische 43. Mechanisierte Brigade der 1. Panzerdivision des Deutschen Heeres unterstellt. Das gemischte deutsch-niederländische Panzerbataillon 414 wurde in Bergen in Dienst gestellt und der 43. Mechanisierten Brigade unterstellt.

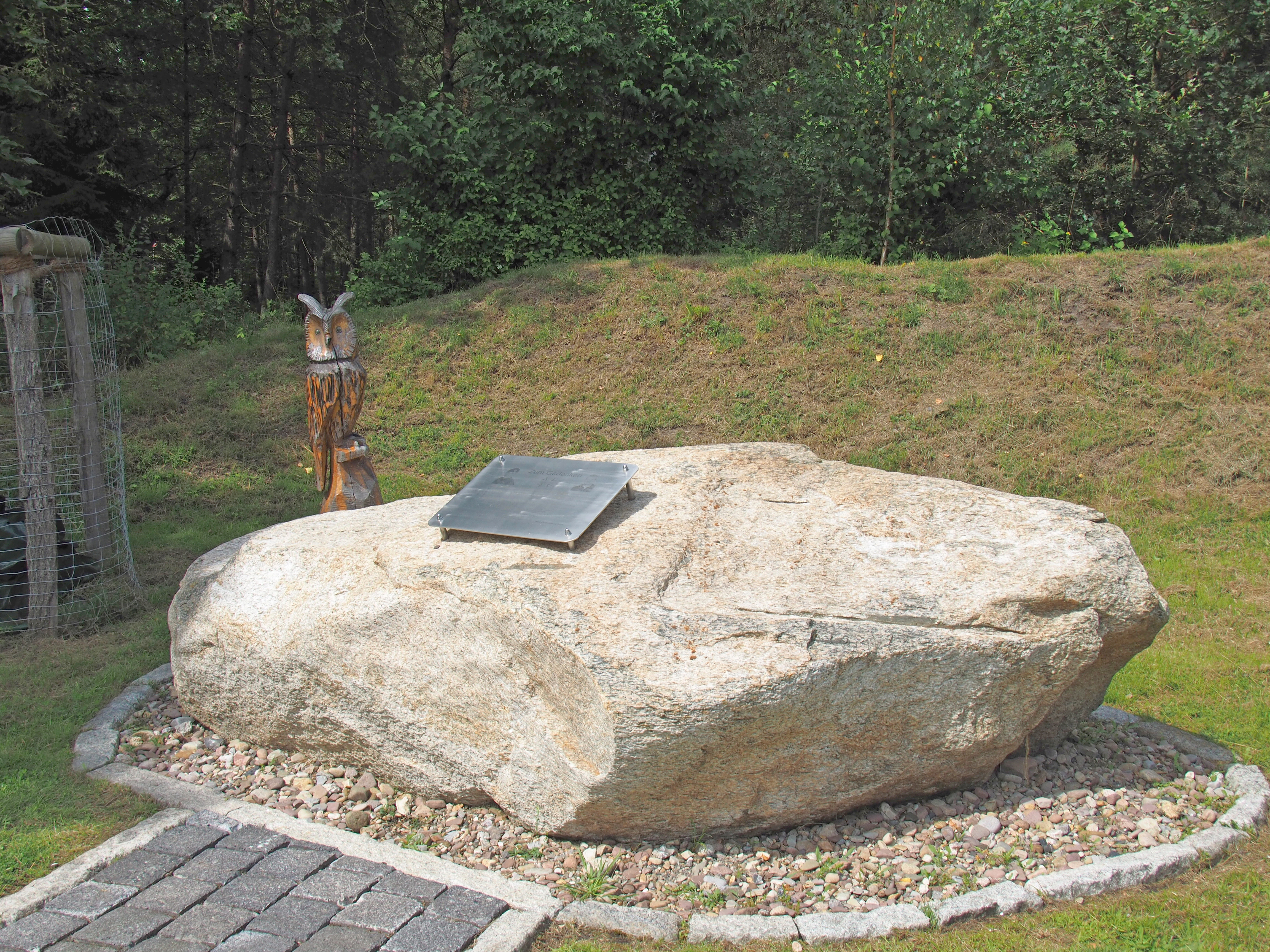
Ehrenmal zum tödlichen Unfall bei Hanglüß

## Aktuelle Nutzung

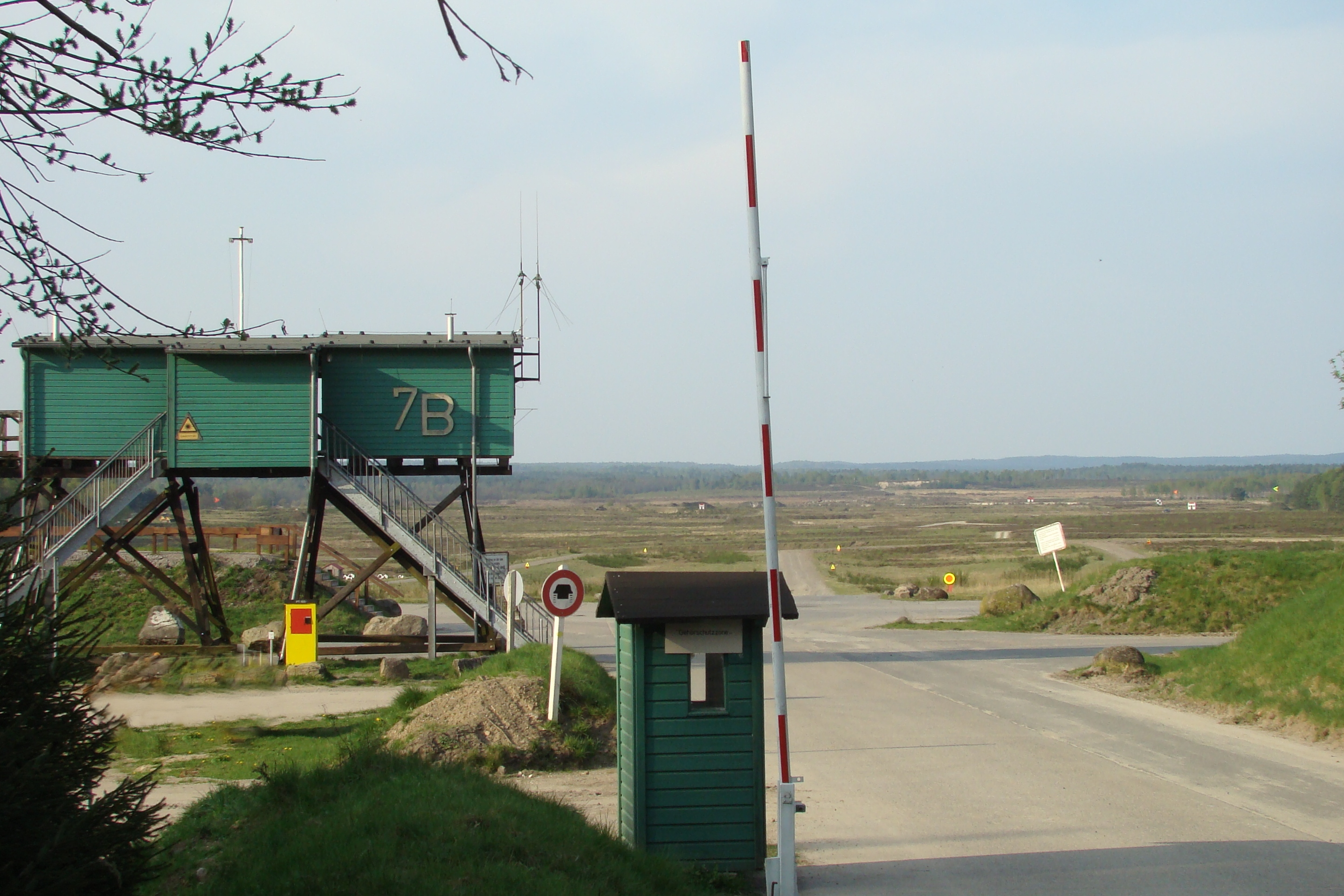
Panzerschießbahn 7 B bei Ostenholz, mit Kontrollturm

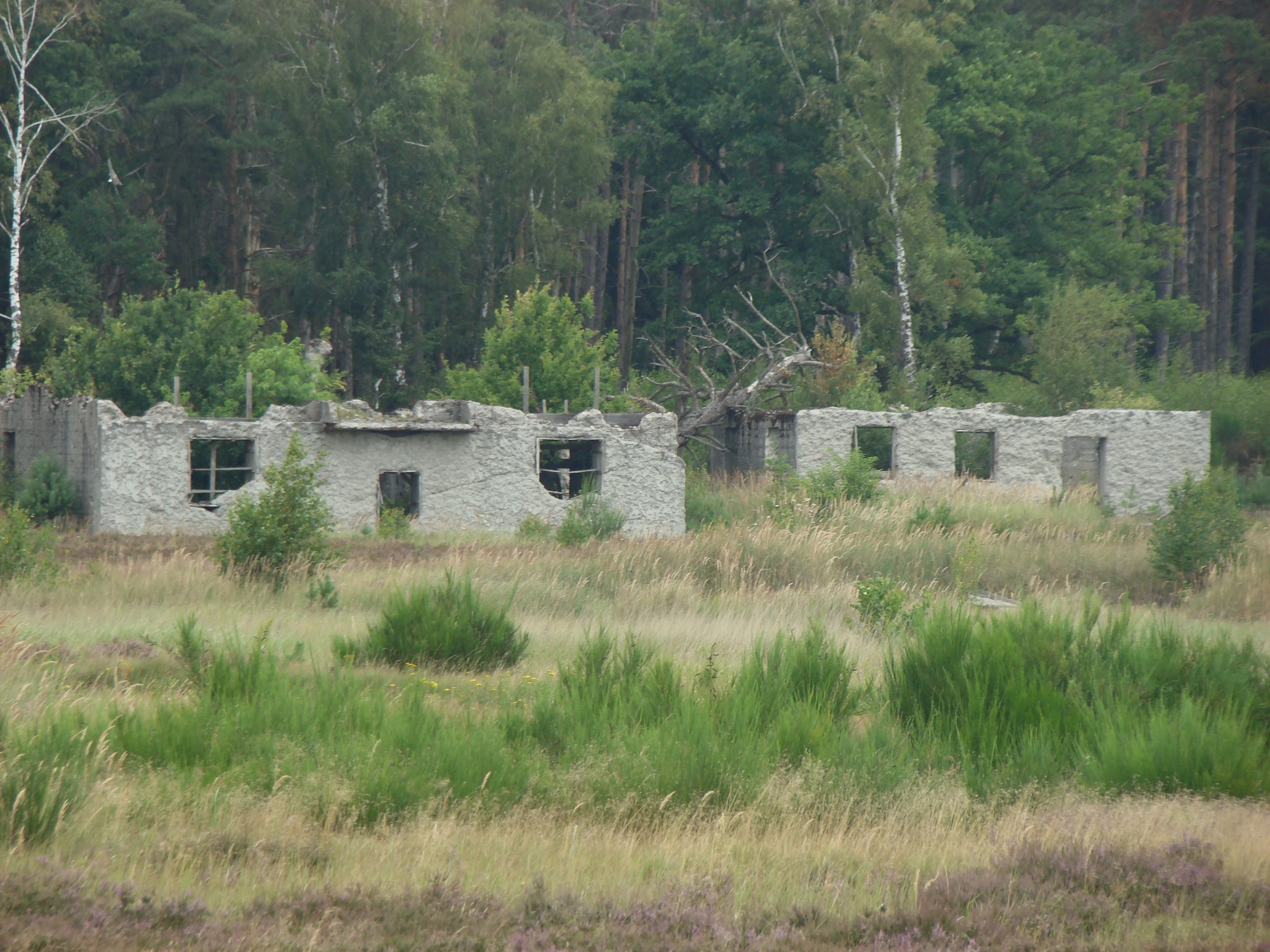
Übungsdorf für Häuserkampf

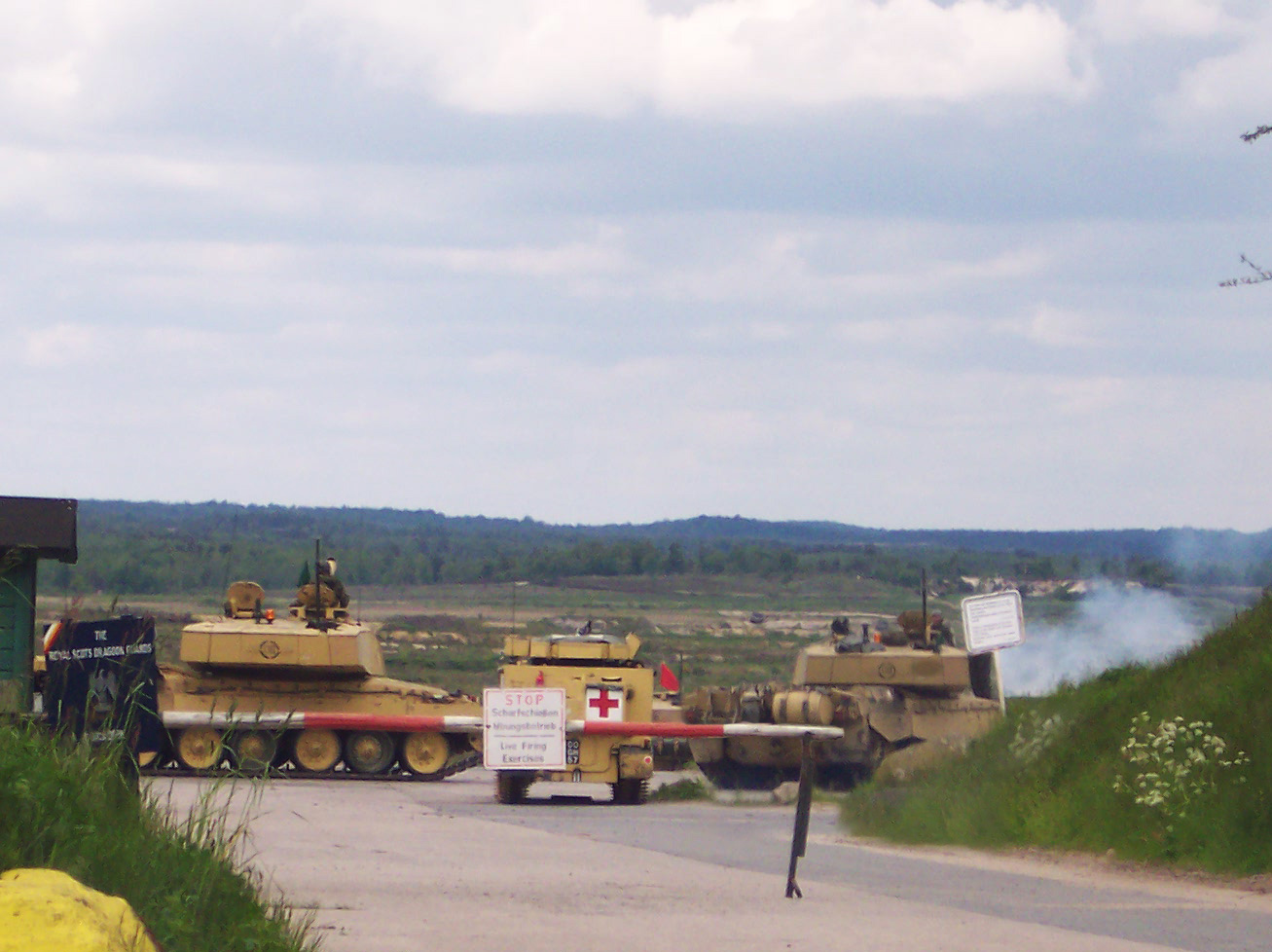
Die Royal Scots Dragoon Guards (C Squadron) der britischen Streitkräfte mit Challenger 2 Kampfpanzer bei Gefechtsübungen im Gelände

Die ursprünglich errichteten Schießbahnen und ihre Nutzung:
| Schießbahn | in Betrieb genommen | Nutzung                              |
| ---------- | ------------------- | ------------------------------------ |
| I          | im Jahr 1936        | Panzerschießbahn                     |
| II         | im Jahr 1936        | Infanterieschießbahn                 |
| III        | im Jahr 1936        | Infanterieschießbahn + Flugabwehr    |
| IV         | im Jahr 1936        | Infanterieschießbahn                 |
| V          | im Jahr 1936        | Infanterie- und Artillerieschießbahn |
| VI         | im Jahr 1936        | Panzerschießbahn                     |
| VII        | im Jahr 1939        | Panzerschießbahn                     |
| VIII       | im Jahr 1939        | Panzerschießbahn                     |
| IX         | im Jahr 1939        | Panzerschießbahn                     |
| X          | im Jahr 1939        | Panzerschießbahn                     |
| XI         | im Jahr 1941        | Panzerschießbahn                     |
| XII        | im Jahr 1944        | Panzerschießbahn                     |

Heute befinden sich auf dem Gelände 15 Schießbahnen für Kampfpanzer und Schützenpanzer,
alle können auch als Handwaffenbahnen genutzt werden. Außerdem existieren 19 Schießbahnen für Panzerabwehrhandwaffen, davon sind 12 als Gefechtsschießbahnen geeignet. Weiter existieren 16 Artillerie-Platzrand-Feuerstellungen und zwei Artillerie-Außenfeuerstellungen außerhalb des Platzgeländes. Weiter sind Gewehr/Maschinengewehr-Schießbahnen, Handgranatenwurfstände, sowie Einrichtungen für Flugabwehr, Übungsdörfer, Tiefwatanlagen und Biwakplätze vorhanden.
Die Streitkräfte der NATO-Mitgliedsländer von Deutschland, den Niederlanden, Großbritannien und Belgien üben regelmäßig auf dem Truppenübungsplatz. Seit 2009 werden hier bis zu vierzehn Wochen pro Jahr bis zu neunzig Angehörige der Streitkräfte Singapurs ausgebildet. Insbesondere kommen die Kampfpanzer Leopard 2 und Challenger 2, der Kampfhubschrauber AH-64 Apache und die Panzerhaubitze 2000 zum Einsatz. In zunehmendem Maß wird der Einsatz unbemannter Aufklärungsdrohnen (UAV) geübt. Der Einsatz von Übungs- und Gefechtsmunition von Luftfahrzeugen ist möglich.

## Kommandantur
Seit dem 1. Januar 2015 gehört die Kommandantur des Truppenübungsplatzes Bergen zum „Bereich Truppenübungsplatzkommandantur NORD“. Diesem sind die Truppenübungsplätze Bergen, Munster und Putlos, mit der Außenstelle Todendorf, sowie der Luft-/Bodenschießplatz Nordhorn und der Deutsche Militärische Vertreter (DMV) Senne/Haltern unterstellt. Der Kommandeur des Bereichs Truppenübungsplatzkommandantur NORD sowie der Kommandant der Truppenübungsplatzkommandantur Bergen haben ihren Dienstsitz in Lohheide.

## Landschaftspflege
Für die Pflege der Waldbestände und Freiflächen im Truppenübungsplatz sowie für erforderliche Neuaufforstungen ist der Geschäftsbereich Bundesforst der Bundesanstalt für Immobilienaufgaben zuständig. Die Kommandantur verständigt sich mit dem zuständigen Forstamt über eine mit den landschaftspflegerischen Erfordernissen vereinbare Nutzung der bewaldeten Bereiche und eine möglichst schonende Nutzung der Wege und Straßen im Platz, die mit Panzern befahren werden.
Da es sich um ein militärisches Sperrgebiet handelt, in dem normalerweise keine Zivilpersonen als Spaziergänger unterwegs sind, finden Rotwild, Damwild und Schwarzwild in bewaldeten Teilen günstige Lebensbedingungen vor. Die hohe Wilddichte führt zu ausgeprägten Verbissschäden an den Baumkulturen. Der Geschäftsbereich Bundesforst wirkt dem Verbiss durch Jagd mit entsprechenden Abschussplänen entgegen. Die Kommandantur informiert den Bundesforstbetrieb über die Orte und Zeiten der militärischen Übungen, so dass die Jäger sich in den jeweiligen Ruhepausen auch in den Bereichen der einzelnen Schießbahnen aufhalten können. Hierbei sind sie selbst dafür verantwortlich, nicht auf einen der zahlreichen Blindgänger zu treten.
Durch militärische Schießübungen mit Leuchtspurmunition besteht eine erhöhte Waldbrandgefahr durch in der Nadelstreu des Waldbodens entstehende Schwelbrände. Dem wirkt der Geschäftsbereich Bundesforst durch Feuerschutzstreifen im Wald und durch Anlage bzw. Pflege von Löschwasserteichen entgegen.

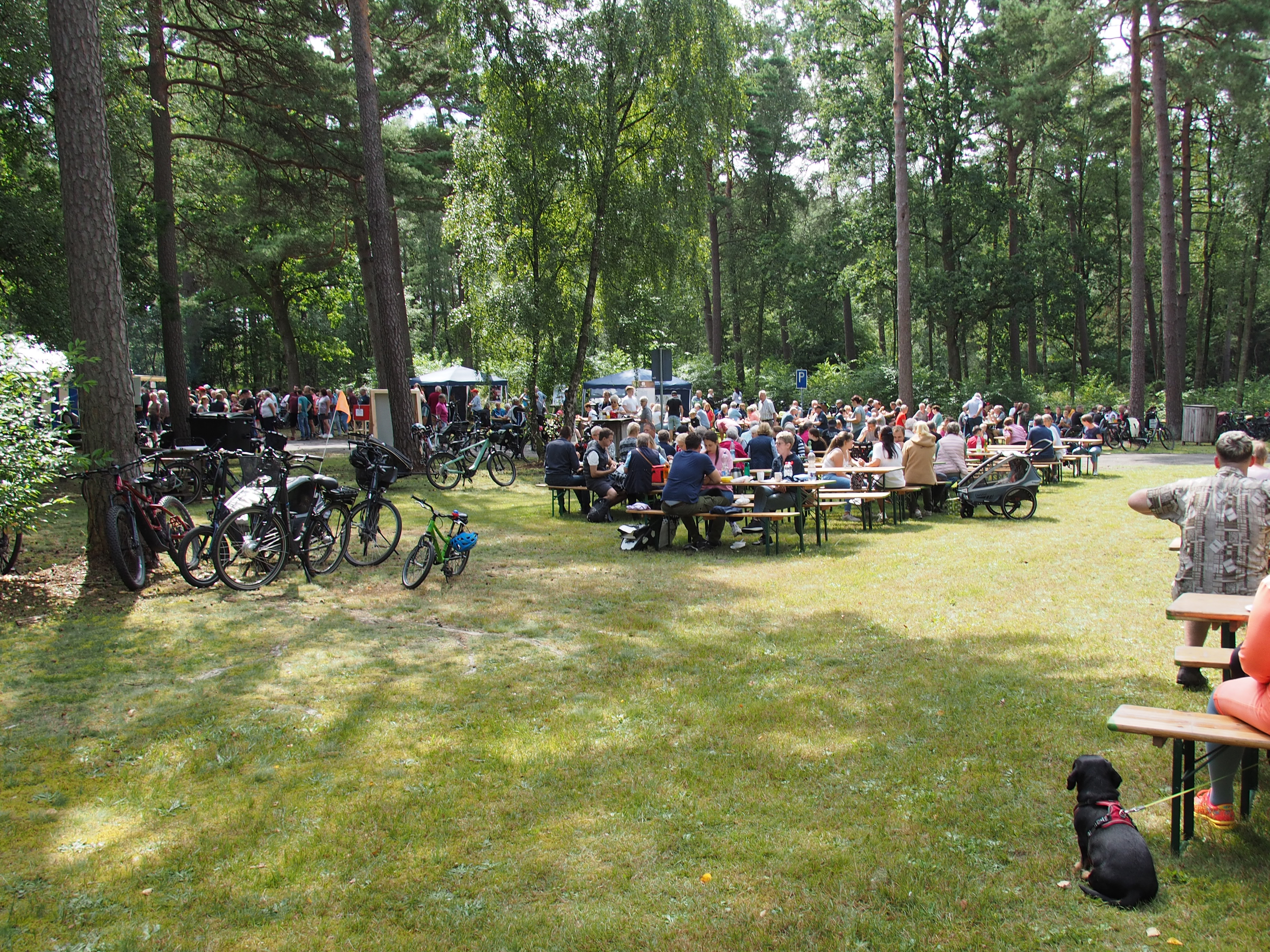
Rastplatz an den Sieben Steinhäusern

## Öffentlichkeitsarbeit
Einmal im Jahr, in der Regel am ersten Sonntag im August, werden Teile des Platzes für ein Volksradfahren freigegeben. Für Fahrradfahrer werden drei verschiedene Strecken, auf befestigten Straßen, mit unterschiedlicher Länge von etwa 25 km, 45 km und 80 km angeboten. Inlineskater können eine Strecke von etwa 30 km befahren. Start und Ziel sind Schloss Bredebeck und Oerbke. An diesen Punkten und in der Nähe der Sieben Steinhäuser sind Verpflegungsstationen eingerichtet. Zwischen 2.000 und 3.000 Personen nehmen regelmäßig daran teil. In den Jahren 2019–2022 fand infolge Corona und „aus militärischen Gründen“ kein Volksradfahren statt. 2023 wurde die Veranstaltung wieder durchgeführt. Einer der Startpunkte war erstmals das Schloss Bredebeck.
In unregelmäßigen Abständen werden auch geführte Besichtigungstouren mit dem Bus angeboten.

### Lernort M.B. 89

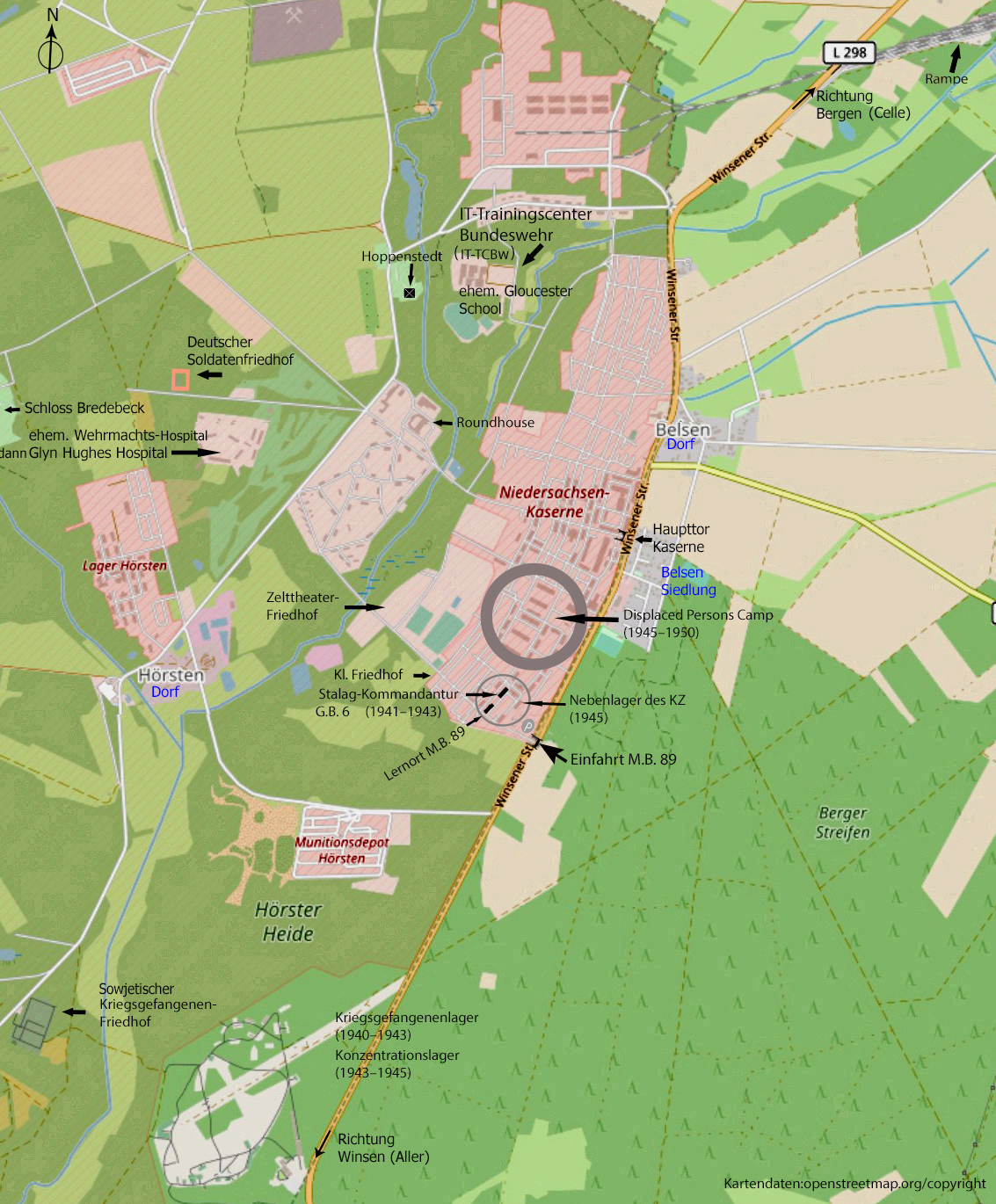
Plan der Niedersachsen-Kaserne, KZ-Gelände, DP-Camp u. a.

Am 28. April 2019 wurde auf dem Gelände der Niedersachsen-Kaserne (Bergen-Hohne) der „Lernort M.B. 89“ eröffnet. Die Stiftung niedersächsische Gedenkstätten, als Trägerin der Gedenkstätte Bergen-Belsen, hat hier in Kooperation mit der Leibniz Universität Hannover die Dauerausstellung „Aufrüstung, Krieg und Verbrechen; die Wehrmacht und der Truppenübungsplatz Bergen“ aufgebaut. Die Mannschaftsbaracke Nr. 89 (M.B. 89), das Gebäude, in dem sich die Ausstellung befindet, wurde in den 1930er Jahren errichtet und ist noch weitgehend original erhalten. Es beherbergte in den letzten Tagen vor der Befreiung Häftlinge des KZ Bergen-Belsen. Danach wurde es für polnische und ab 1946 bis 1950 für jüdische Personen als Displaced Persons Camp genutzt. Die Ausstellung liegt im äußersten südöstlichen Bereich des Kasernengeländes, an der Landesstraße L 298 von Bergen nach Winsen (Aller). Sie ist von hier über ein separates Kasernentor zu erreichen.

## Kulturdenkmäler und Sehenswürdigkeiten

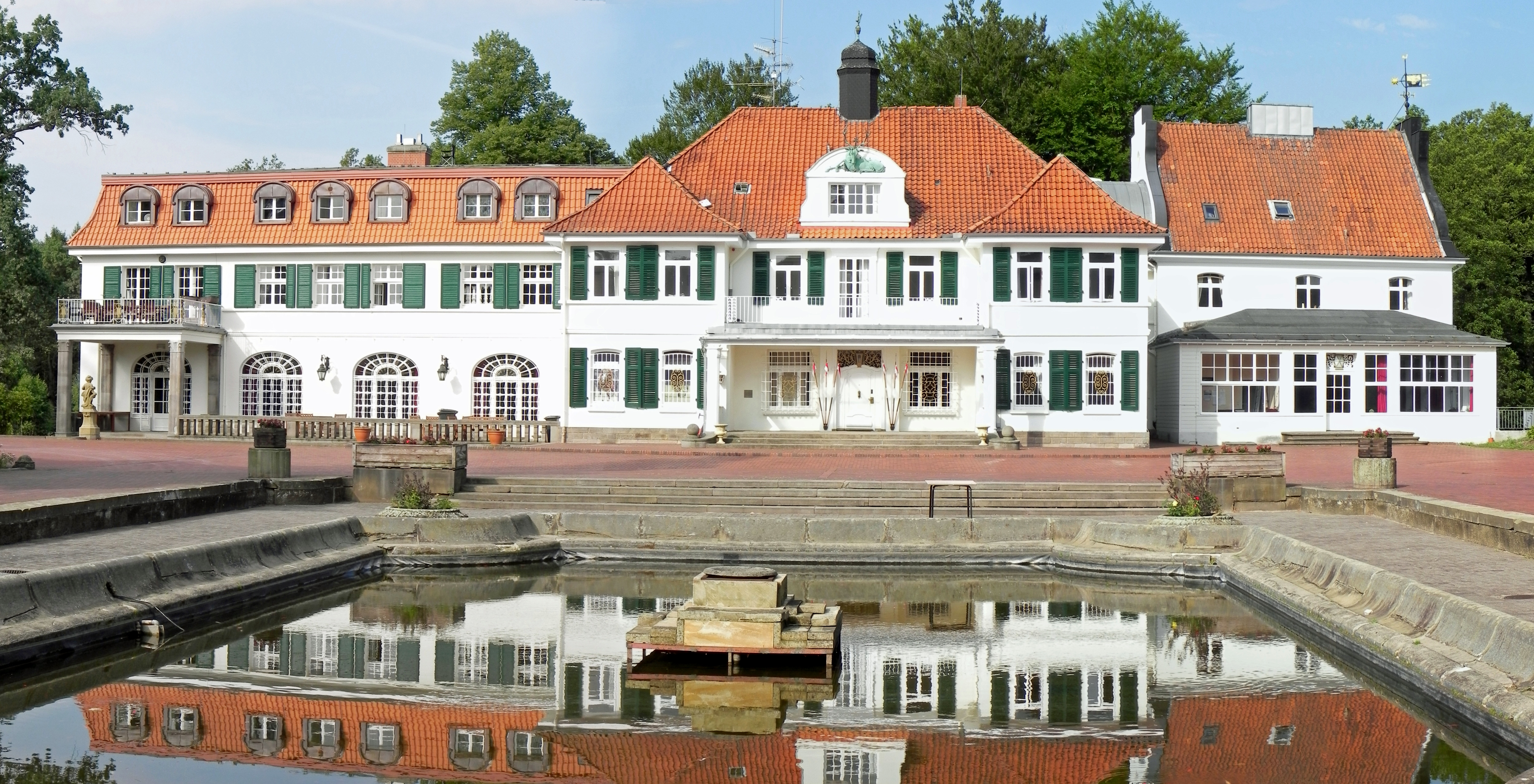
Schloss Bredebeck – wurde bis Mai 2015 von der britischen Armee genutzt (für die Öffentlichkeit gesperrt)

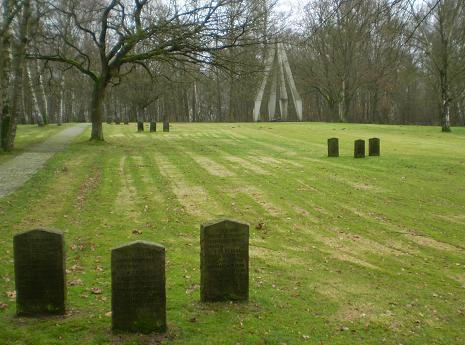
Friedhof der Namenlosen

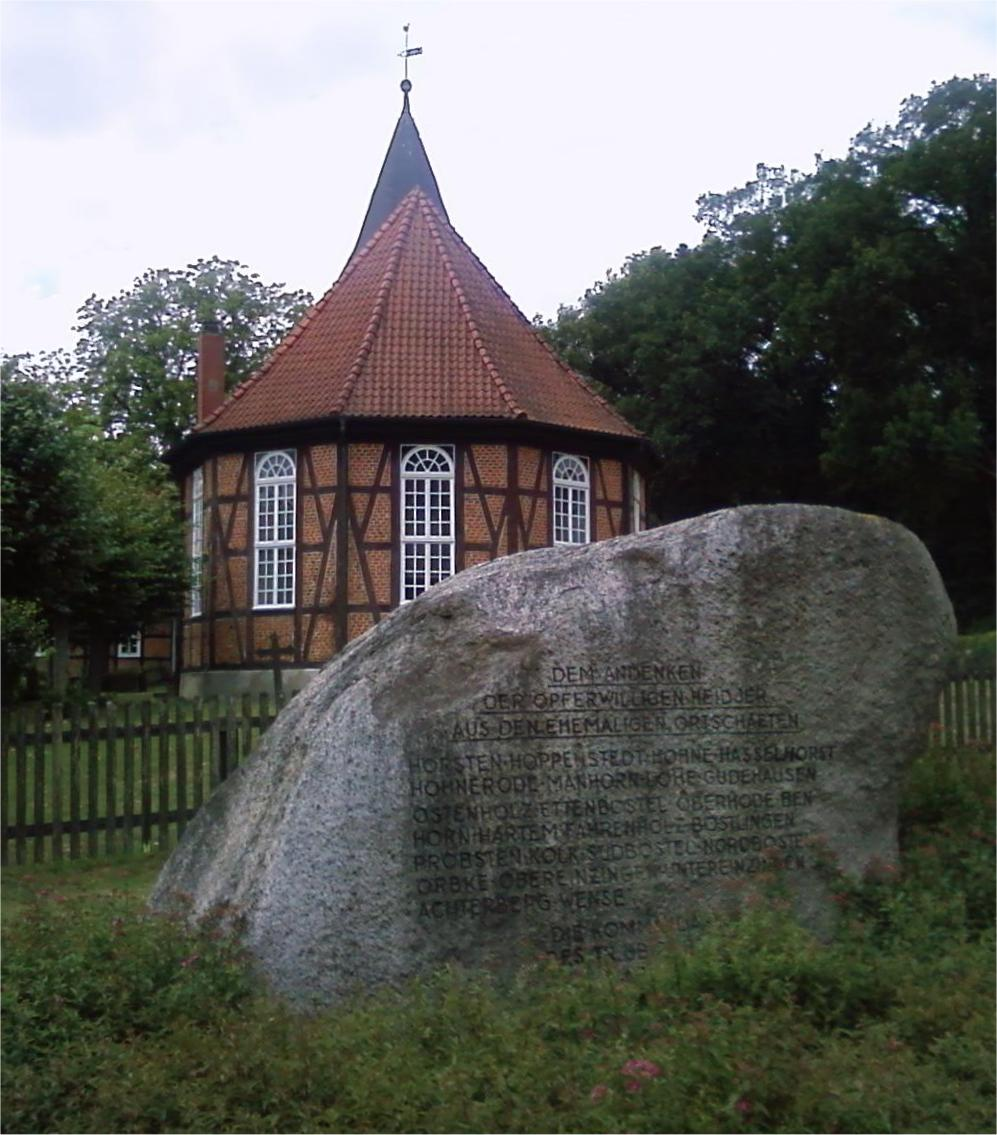
„Hoher Stein“ und Kirche in Ostenholz

Auf und nahe dem Truppenübungsplatz Bergen-Hohne befinden sich folgende Kulturdenkmäler und Sehenswürdigkeiten:

Im Bereich des gemeindefreier Bezirks Lohheide:
- nahe Belsen:
  - historisches Lagergelände des ehemaligen Konzentrationslagers Bergen-Belsen
  - Dokumentationszentrum KZ Bergen-Belsen
  - Sowjetischer Kriegsgefangenenfriedhof in Hörsten. 14 Massengräber, in denen sowjetische Kriegsgefangene begraben wurden, mit geschätzten 50.000 Toten (amtlich erfasst: 23.215 Tote).
  - DP-Camp Belsen für Displaced Persons sowie „Zelttheaterfriedhof“ und „Kapo-Friedhof“ auf dem Kasernengelände in Belsen (auf Kasernengelände, deshalb nur nach Absprache zugänglich)
  - Deutscher Kriegsgräberfriedhof Lohheide[18][19]
  - Ein Ehrendenkmal für Generaloberst Werner Freiherr von Fritsch in Hoppenstedt (Lohheide)
  - Schloss Bredebeck am Liethbach (Teil des Lagers Bergen-Hohne). Seit 1945 war es das Offizierskasino der Kommandantur der britischen Armee. Gelegentlich nutzten die Briten es als Gästehaus. Als solches diente es auch schon der britischen Königsfamilie als Unterkunft. Das Schloss wurde im Mai 2015, anlässlich des Abzugs der britischen Armee, den deutschen Behörden zurückgegeben. Die Nachnutzung, die der Bundesanstalt für Immobilienaufgaben obliegt, ist seitdem unklar.[20]

Im Bereich der Osterheide und deren Nähe:
- in Oerbke (im Westen):
  - Friedhof der Namenlosen, eine Kriegsgräberstätte, in der rund 30.000 sowjetische Kriegsgefangene des Zweiten Weltkrieges in Massengräbern begraben wurden
- in und nahe Ostenholz (im Südwesten):
  - Fachwerkkirche mit hölzernem Turm aus dem Jahre 1724
  - Hoher Stein, auch Riese von Hanglüß,[21] ein Gedenkstein zur Räumung der Gemeinden 1936 zwecks Anlegens eines Truppenübungsplatzes[22]
  - Sieben Steinhäuser, Großsteingräber der Jungsteinzeit im Süden des Truppenübungsplatzes
- in Wense (im Nordwesten):
  - Gutskapelle, prachtvolle Kirche aus dem Jahr 1558, und das ehemalige Gutshaus

## Protest und Widerstand
In der Bevölkerung der umliegenden Kommunen ist der Truppenübungsplatz nicht unumstritten. Durch die militärische Nutzung kommt es während der Schießübungen und Panzerbewegungen zu Lärmbelastungen der Anwohner. Hinzu kommen Hinweise auf Bodenbelastungen durch Schwermetalle (Munitionsreste). Weiterhin führt das großflächige militärische Sperrgebiet zu einer Randlage der angrenzenden Kommunen.
Anfang der 1990er Jahre gab es erstmals eine größere Protestbewegung gegen den Truppenübungsplatz. Mit dem Ende des Kalten Krieges schlossen sich mehrere hundert Menschen in der „Bürgerinitiative zur Auflösung des Truppenübungsplatzes Bergen/Verein für eine militärfreie Heide e. V.“ zusammen und forderten ein Ende des Militärbetriebes. Die Bürgerinitiative erreichte die Erstellung einer umfangreichen Konversionsstudie unter Leitung von Dr. Burkhard Luber durch die Stiftung „Die Schwelle“, die Alternativen zur militärischen Nutzung aufzeigt.
Seit 2013 setzt sich die „Initiative Biosphärengebiet Hohe Heidmark e. V.“ für die Schaffung eines UNESCO-Biosphärenreservates auf dem Gebiet des Truppenübungsplatzes und der umliegenden Gemeinden ein. Anlass für die Gründung der Initiative war der Abzug der Britischen Armee im Jahr 2015, womit ein Hauptnutzer des Truppenübungsplatzes wegfiel und wirtschaftliche Probleme für die ehemaligen Garnisonsstandorte Bad Fallingbostel und Bergen entstanden. Statt einer militärischen Nutzung fordert die Initiative die Öffnung des Gebietes für einen naturverträglichen Tourismus. Dies soll zur Schaffung von Arbeitsplätzen in den angrenzenden Kommunen führen. Die Initiative führt u. a. Informationsveranstaltungen und Radtouren durch. Die Schaffung eines Biosphärenreservates wird auch als „mögliche sinnvolle Option“ in der Konversionsstudie genannt.
Zu den Zielen der Initiative gehört auch der Erhalt des historischen Wünninghofes in Ostenholz. Der Hof war einer der ältesten und größten Gasthöfe der Südheide und ist derzeit vom Abriss durch die Bundesanstalt für Immobilienaufgaben bedroht. Der Hof liegt nur wenige hundert Meter von einer Schießbahn entfernt neben der Kirche von Ostenholz.
Der Sitz der Initiative mit rund 60 Mitgliedern ist Bad Fallingbostel, den Vereinsvorsitz haben derzeit Arne Hilbich und Michael Kaufmann inne.